# 南越国
南越国，又称南越、南粤、赵氏王朝，在越南又称赵朝，是前203年至前111年存在于岭南地区的一个国家，都城位于番禺（今广东省广州市）:74,106，疆域包括今天中华人民共和国广东、广西的大部分地区，福建的小部分地区，海南，香港，澳门，越南北部、中部的大部分地区:95。南越国是秦朝将灭亡时，由南海郡尉赵佗起兵兼併桂林郡和象郡后于前203年建立。前196年，赵佗向西汉皇帝刘邦称臣，南越国成为西汉的一个“外臣”。前183年，因西汉临朝称制的吕后改变对南越国的政策，两国交恶，赵佗开始称帝，其后，夜郎等国皆臣属于南越国，南越国的势力影响范围扩张至顶峰。前179年，南越国与西汉修好，赵佗再次向西汉皇帝汉文帝称臣。前113年，南越国第四代君主赵兴因向西汉请求“内属”，而和丞相吕嘉发生争议。吕嘉杀死赵兴，立其兄赵建德为新君主，并与西汉对峙。前112年，西汉皇帝汉武帝出兵10万发动对南越国的战争，并在前111年将南越国灭亡。南越国共存在93年，历经五代君主。
南越国的建立保证了秦末乱世时岭南地区社会秩序的稳定，使岭南免遭战乱之苦。来源于秦朝中原地区的统治者，带来了中原发达的政治制度和先进的农业、手工业生产技术，使岭南落后于中原的政治、经济现状得到了有效的改善。南越国君主推行“和辑百越”的政策，促进了中原移民和南越国各土著族群间的相互融合，并使中原文化和漢語、汉字得以传入岭南地区，使岭南文化既保留了自己的特色，又得到了发展。:418-422

## 历史

### 立国

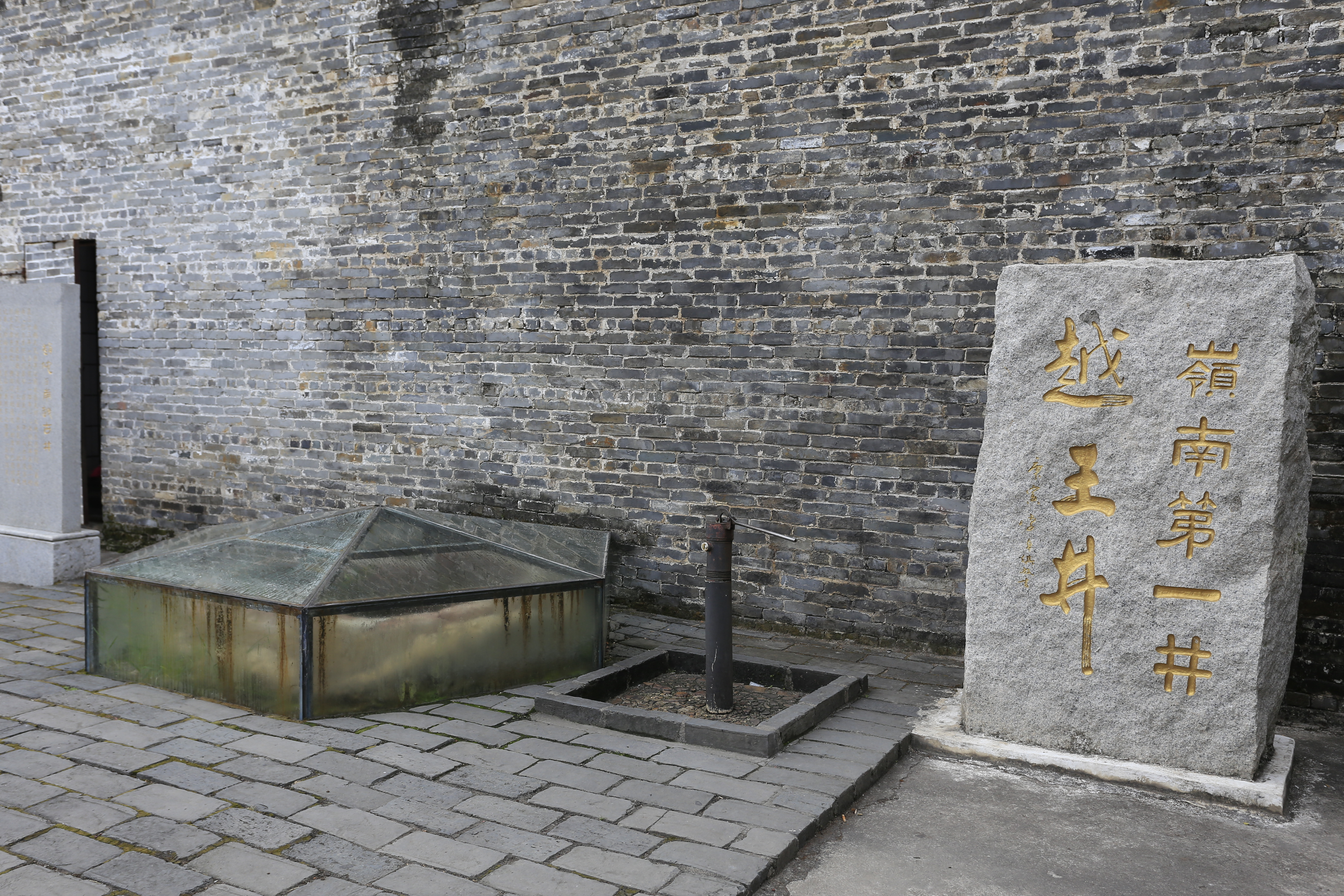
位于广东省龙川县的越王井，相传为赵佗任龙川县令时的汲水井

前221年，秦国已经通过战争相继消灭了韩、赵、魏、楚、燕、齐六国，并建立了统一的中原王朝——秦朝，此时秦朝最大的威胁为北面的匈奴和南面的百越。:12-15约前218年，秦朝君主秦始皇派遣屠睢率领50万秦军分五路进攻岭南和闽越的百越地区，当时的岭南和闽越还处于原始的部落联盟割据状态，四支最强的百越支系为南越、西瓯、骆越和闽越。秦军第一路在余干（今属江西省）集结，进攻闽越，攻陷后设立了闽中郡。第二路在南野（今江西省赣州市南康区南）扼守，对闽越和南越形成压迫之势。第三路占领了南越的番禺。第四路在九嶷山（今湖南省宁远县南）驻守，第五路在镡城（今湖南省怀化市内）附近的越城岭驻守，准备一起进攻西瓯。与此同时，秦始皇派遣史禄负责运送粮饷，史禄率领士兵在湘水和漓水之间开始修筑灵渠，以其沟通长江和珠江水系，保障秦军的后勤供给。秦军进攻西瓯初时很顺利，杀了西瓯的首领译吁宋。但西瓯的越人不肯屈服，逃入丛林推选出新的将领与秦军对抗。后来还发动夜袭大破秦军，将秦军统帅屠睢杀死。秦军受到重创，秦朝只好让秦军的另一将领赵佗改为守势。灵渠修通之后，前214年，秦始皇派遣赵佗率领秦军重新发动攻势，很快击溃了西瓯人的反抗，此时，岭南地区已完全纳入了秦朝的版图。:26-31:3同年，秦朝在岭南地区设立了南海、桂林、象三郡，任嚣被委任为南海尉。南海郡下设番禺、龙川、博罗、揭阳等数县，赵佗被委任为龙川令。:41-43
前210年，秦始皇病逝，秦二世即位。前209年，秦朝自秦始皇以来长期的暴政激起了戍卒陈胜、吴广等人的起义。接着项羽、刘邦等势力也纷纷起来反秦，中原陷入了一片混乱状态。:60陈胜吴广起义后不久，南海尉任嚣病重，他临死前把时任龙川令的赵佗召来，告诉赵佗南海郡傍山靠海、有险可据，可以建立国家以抵抗中原各起义军的侵犯，並当即颁布文书让赵佗接任南海尉的职务。不久，任嚣病亡，赵佗向南岭的横浦关（今广东省南雄市梅关附近）、阳山关（今广东省阳山县北）、湟溪关（今广东省阳山县和连州市交界处的连江边上）等各关口的军队传达了据险防守的指令，防止中原的起义军进犯，并借机杀了秦朝安置在南海郡的官吏们，换上自己的亲信。:66-68:35-36前206年，秦朝灭亡，此时桂林和象两郡的越人也趁机纷纷脱离隶属关系。古蜀国的王族后裔蜀泮在象郡以螺城（今越南河内市东英县内）为都城建有瓯骆国，自称“安阳王”。后来，赵佗派兵攻打安阳王，但久攻不下，于是让太子赵始假装降服于安阳王，并娶安阳王之女媚珠为妻，赵始从瓯骆国逃回后，赵佗再次出兵攻打安阳王并将其赶走，接着还兼併了桂林郡和象郡。:68-69赵佗考虑到象郡越人部落势力的强盛，析其为交趾、九真两郡，仅派两使者管理重大事务，日常事务仍由各部落首领自己管理。:69前203年，赵佗以番禺为都城在岭南地区建立南越国，自称“南越武王”。:74

### 赵佗统治时期

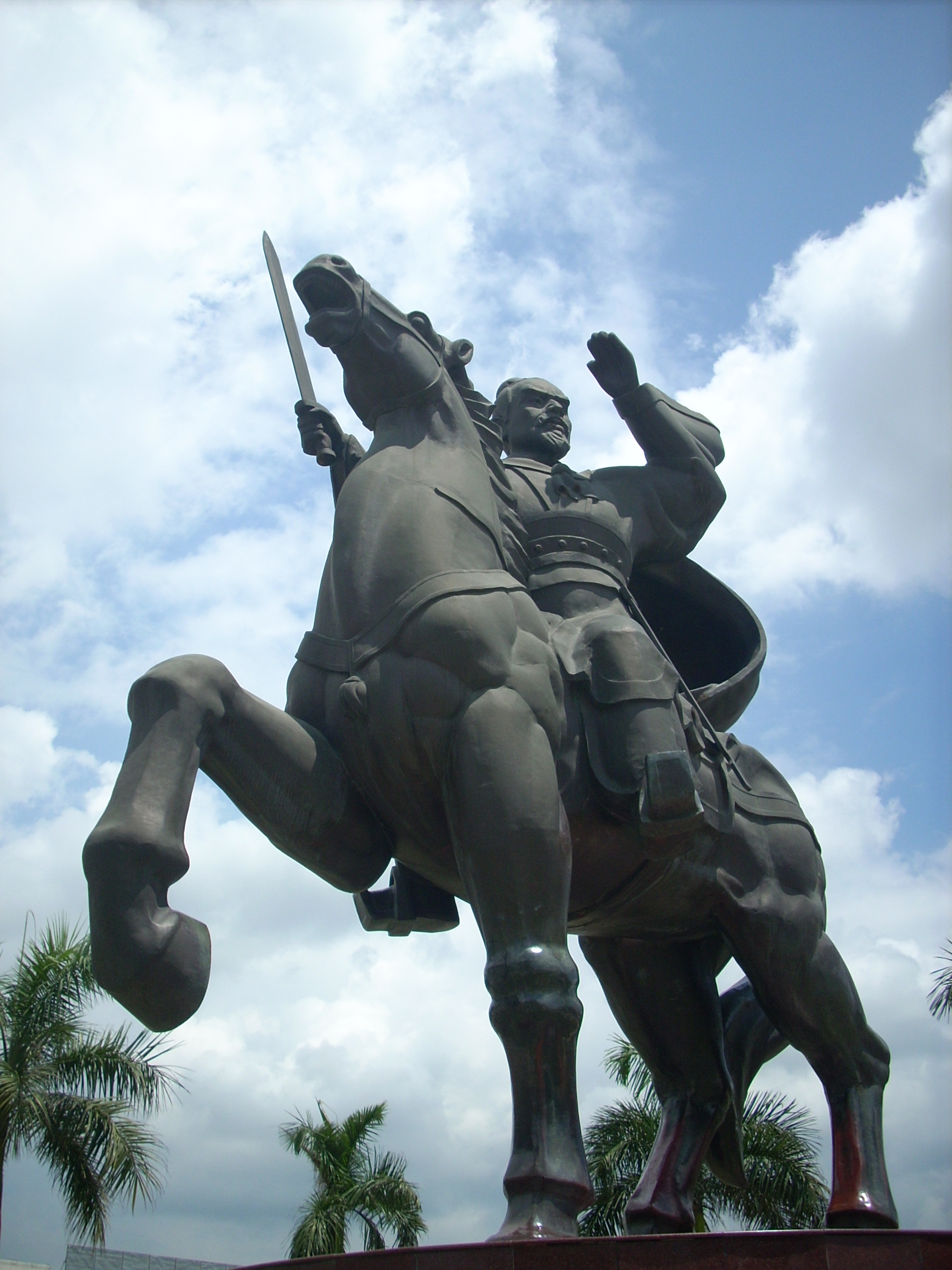
位于广东省河源市的赵佗雕像

南越国立国第二年，前202年，刘邦经过多年征战消灭了项羽的势力，在中原建立了汉朝政权，史称西汉。此时的中原，经过连年的战争，人口锐减，经济萧条，百姓生活困苦。再加上汉朝北面的匈奴不断侵犯边境，刘邦分封的诸侯王又接连反叛，在这种外忧内患的情况下，刘邦只能采用怀柔的方式对待南越国。与此同时，刘邦將南越国的南海、桂林、象三郡在名义上分封給长沙国的诸侯王吳芮，以使其制约南越国。前196年，刘邦颁布诏书，分封赵佗为“南越王”，并派遣陆贾出使南越国，让他劝说赵佗归属汉朝。陆贾来到南越国后，赵佗以越人随意的装束和礼节傲慢地接见了陆贾。陆贾当即指出赵佗是中原人，不应该忘记中原的礼俗。并指出刘邦已经平定中原，国力强盛，南越国一个小地方如果和强大的中原政权相对抗那就大祸临头了。首先赵佗的亲人和祖坟都在中原，如果南越国和汉朝交恶，那么赵佗留在中原的亲人就会被诛杀，祖坟就会被夷平。汉朝再派个将领带十万的军队前来讨伐，南越立国不久，越人还未完全臣服赵佗，这时南越人就很可能杀死赵佗而归顺汉朝了。在陆贾劝说下，赵佗接受了刘邦赐给的南越王印章，对汉朝称臣，使南越国成为汉朝的一个“外臣”。就这样，刘邦通过和平方式使南越国归顺汉朝，避免了南越国成为汉朝南边的敌对势力。此后一段时间，南越国和汉朝一直互派使者，并在边境开放市场贸易。:186-191
前195年，刘邦去世，其子汉惠帝即位，两国仍然维持友好的关系。前188年，汉惠帝去世，年幼的少帝即位，刘邦的妻子呂后实际掌握了朝政。前183年，在朝臣的提议下，吕后颁布了关闭和南越国交界的关卡和市场，禁止向南越国出售铁器和其它物品的政令。赵佗派出内史藩、中尉高、御史平三位南越国重臣前往汉朝请求吕后改变政令，但皆被扣留不能返回南越国。而且吕后还派人诛杀了赵佗老家真定（今河北省正定县）的亲人，削平了他的祖坟。赵佗认为吕后这样做，很可能是汉朝诸侯长沙国从中离间的结果，并认为长沙国有可能想吞并南越国。于是赵佗宣布与汉朝脱离臣属关系，自称“南越武帝”。前181年，赵佗出兵攻打长沙国，在攻克边境数县后撤回。同年，呂后下令削掉给赵佗的南越王封号，并派遣将军周灶前去攻打南越国，但由于中原的士兵不适应南越的炎热潮湿的气候，纷纷得病，连南岭都没有越过。前179年，吕后病死，汉朝的军队停止进攻。此时赵佗的声名威震岭南及周边地区，南越国以财物赠送的方式让闽越、西甌、骆越、夜郎纷纷臣属南越国，南越国的势力影响范围扩张至顶峰。赵佗以皇帝的身份发号施令，与汉朝成为两个外交姿态平等的政权。:212-214:191-195
吕后死后，汉朝太尉周勃铲除了吕氏集团的党羽，并迎立刘邦的儿子刘恒即位，是为汉文帝。此时，赵佗向还在长沙国驻守的汉朝将领周灶送去转交给汉文帝的书信，请求汉朝寻找赵佗在真定老家的亲人，撤去驻守在长沙国境内的军队，并希望以南岭为两国的边界，改变目前两国犬牙交错的边界状况。汉文帝接到赵佗的书信后，改变了吕后时代对待南越国的政策，他派人重修了赵佗的祖坟，设置守墓人每年按时祭祀，并给赵佗的堂兄弟赏赐了官职和财物，同时还撤回了汉朝在长沙国的部分驻军。接着汉文帝在丞相陈平的推荐下，任命汉高祖刘邦时曾出使南越国的陆贾为太中大夫，令其再次出使南越国说服赵佗臣属汉朝。陆贾到了南越国后，向赵佗呈送了汉文帝的书信。汉文帝在书信中指出是吕后的错误政策致使两国交恶，而两国交恶必使边境爆发战争，将士多伤亡，百姓多遭殃。汉朝已经改变了对南越国的敌对政策，愿两国重修旧好，希望赵佗能放弃皇帝的名号，重新臣服于汉朝。汉文帝还在书信中以边界是汉高祖刘邦制定的，不敢违反的理由拒绝了赵佗以南岭为两国边界的请求。赵佗其后向陆贾表示愿意永久成为汉朝的藩臣，并向国内发布命令，去除帝制，重新称王。陆贾的第二次出使，使南越国和汉朝恢复了刘邦时期的友好关系。赵佗重新对汉朝称臣，并时常派使节朝见汉文帝。但在南越国，赵佗仍然使用皇帝的名号。前156年，汉文帝去世，其子刘启即位，是为汉景帝，汉越两国仍然保持着这种表面上的友好关系。:196-200

### 赵眜统治时期

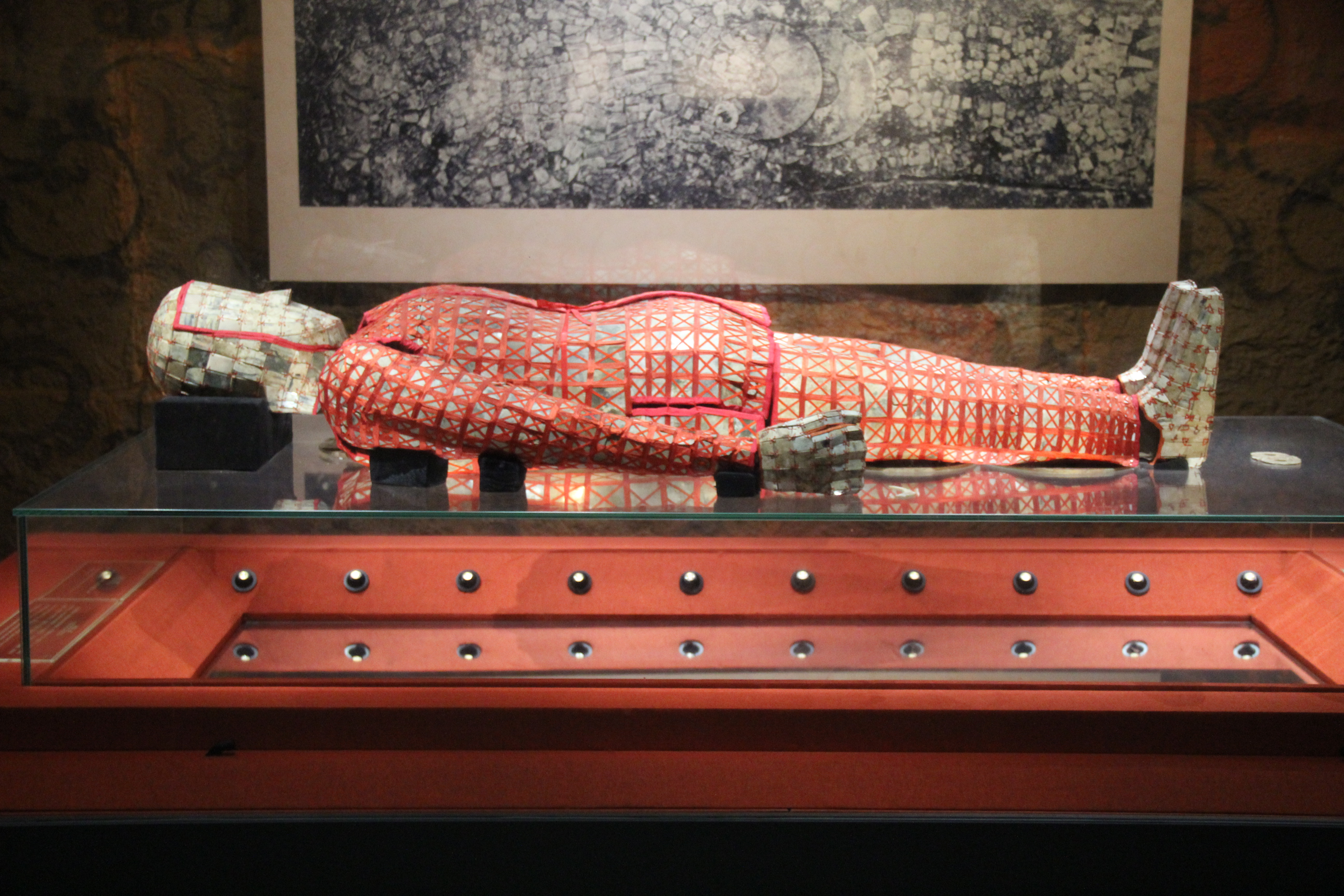
赵眜的陵墓——广州南越文王墓出土的丝缕玉衣（D50）

前137年，赵佗去世，由于他去世时已达百余岁高龄，其太子赵始已经死去，其孙赵眜即位，赵眜对汉朝自称“南越文王”，在南越国内自称“南越文帝”。前135年，闽越王郢趁机向南越国发动战争，攻打南越国的边境城镇。这时赵眜刚继承王位不久，国家尚不稳，于是致信汉朝的新一任君主汉武帝，说明闽越正举兵侵犯南越国，请求汉武帝处理此事。汉武帝对赵眜的做法大加赞扬，称其忠于臣属之职，不兴兵互攻，并派遣大行令王恢、大农令韩安国率兵分别从豫章郡、会稽郡前往讨伐闽越。汉朝军队还没有进入闽越，郢的弟弟余善就发动叛变，杀死了郢，投降了汉朝，于是汉朝的军队停止了讨伐行动。汉武帝随后将闽越国一分为二，立前任闽越王无诸的孙子丑为越繇王，立余善为东越王。于是，曾经臣属于南越国的闽越和南越国脱离了关系，直接受制于汉朝。:201-203:76-77
王恢在出兵取下闽越之后，曾派番阳县令唐蒙出使南越国告知此事。此后，汉武帝又派遣中大夫严助前往南越国将对闽越的处理结果告知赵眜。赵眜得知后，向严助表达了对汉武帝的深切谢意，并告诉严助，南越国刚遭受过闽越的入侵，等处理完后事后，他就去汉朝的京城朝见汉武帝。随后，还派太子赵婴齐跟随严助回汉朝京城长安的宫廷当警卫。严助离开后，南越国的大臣以赵佗的遗训向赵眜进谏，劝赵眜不要去汉朝的京城，以免被汉武帝找借口扣留，无法返回南越国，而导致亡国。于是，赵眜在其十多年的统治时期内，一直以生病为藉口，没有前往汉朝京城朝见汉武帝。:203-205
唐蒙在出使南越国时，从南越人请他吃蜀郡出产的枸酱一事中了解到，蜀郡至夜郎，再从牂柯江（今云南、贵州两省境内的北盘江）乘船而下，可以直达番禺。于是唐蒙上书汉武帝，请求在夜郎征集十万精兵，乘船沿牂柯江而下，可出奇兵攻打南越国。汉武帝同意了唐蒙的请求，任他为郎中将，带领一千士兵和许多的粮食辎重从符关（今四川省合江县附近）进入夜郎，劝说夜郎侯多同归属汉朝。夜郎及其附近的城邑因为受到唐蒙带来的厚礼，于是都同意归属汉朝，汉朝在夜郎设置了犍为郡。就这样，另一个曾经臣属于南越国的夜郎也向汉朝臣服了。:399

### 赵婴齐统治时期
约前122年，赵眜病重，他在汉朝宫廷当警卫的儿子赵婴齐向汉武帝请求回国。同年，赵眜去世，赵婴齐即位。赵婴齐在没去长安之前，曾经在南越国娶越人女子为妻，生长子赵建德；赵婴齐去长安做警卫后，又娶邯郸樛家的女儿做妻子，生儿子赵兴。赵婴齐继位后，立从汉朝带回的妻子樛氏为王，赵兴为太子。这种舍长立幼的做法，为南越国的将来种下了祸根。赵婴齐是一个暴君，喜欢恣意杀人。汉武帝多次派使者到南越国，劝告赵婴齐到长安朝见汉武帝。赵婴齐惧怕进京后，汉武帝会吞并南越国，将南越国比照汉朝的内诸侯，在南越国执行汉朝的法令，因此以有病为借口，一直未去长安，只派遣儿子赵次公去长安当警卫。:400-401

### 赵兴统治时期

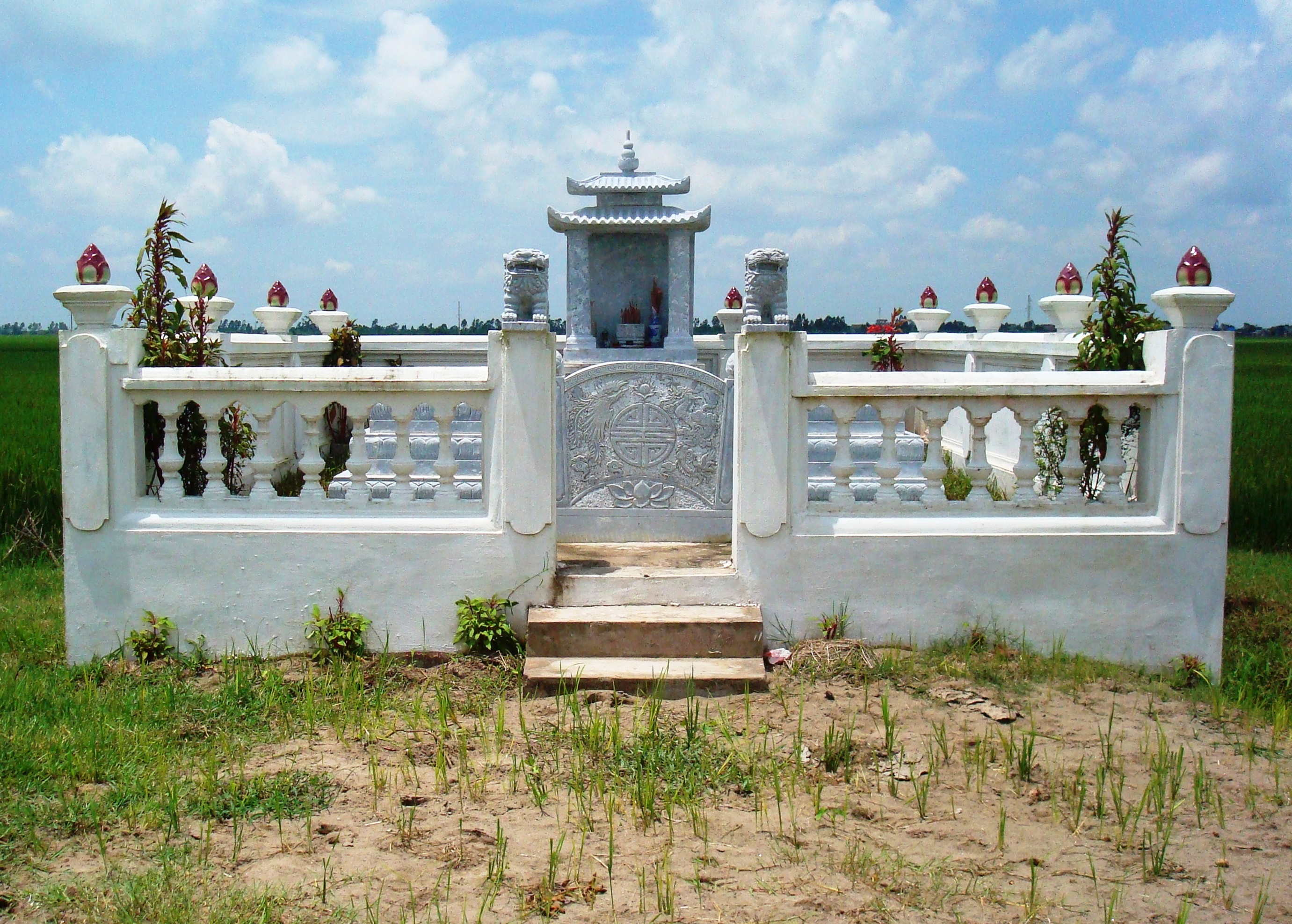
位于越南兴安省恩施县纪念南越国丞相吕嘉及其将军弟弟的墓地

约前113年，赵婴齐病死，谥号“南越明王”。太子赵兴即位，其母樛氏成为太。同年，汉武帝派遣安国少季出使南越国，前往告谕赵兴和樛太后，让他们比照汉朝的内诸侯前去长安朝拜汉武帝；同时命能言善辩的谏大夫终军、勇猛之人魏臣等辅助安国少季出使，卫尉路博德则率兵驻守在桂阳（今广东省连州市），以接应使者。此时的赵兴尚年轻，樛太后是中原人，南越国的实权实际上掌握在丞相吕嘉手中。樛太后在没有嫁给赵婴齐时，曾經与安国少季私通，此次安国少季出使到南越国，他们再次私通，南越人因此多不信任樛太后。樛太后感受到朝野的孤立，害怕发生动乱危及自己的地位，也想依附汉朝的威势巩固自己的地位，于是多次劝说赵兴和群臣归属汉朝。与此同时透过使者致信汉武帝，请求比照汉朝的内诸侯，每隔三年去长安朝见汉武帝一次，并且撤除南越国与汉朝国界上的边关。汉武帝答应了樛太后的请求，赐给南越国丞相、内史、中尉、大傅等予官印，其余官职由南越国自置，这样意味着汉朝朝廷可以直接对南越国高级官员进行任免。汉武帝还废除了南越国以前的黥刑和劓刑等野蛮酷刑，跟汉朝的内诸侯一样执行汉朝法律。同时将派往南越国的使者都留下来镇抚南越国，力求南越国的局势平稳。赵兴和樛太后接到汉武帝的谕旨后，马上准备行装，准备前往长安朝见汉武帝。:401-402
南越国的丞相吕嘉较为长寿，从赵眜、赵婴齐一直到赵兴均由其辅佐，为三代老丞相。他的宗族在南越当官的有70多人，与南越王室有联姻，在南越国的地位十分显要，深得越人的信任，威望超过赵兴。吕嘉强烈反对南越国内属汉朝，多次劝谏赵兴，但赵兴一直不听。这使吕嘉产生了背叛的念头，多次托病拒绝会见汉朝使者。汉朝使者都注意到吕嘉，但迫于形势，未能杀掉吕嘉。赵兴和樛太后害怕吕嘉首先发难，就安排了一场酒宴，宴请汉朝使者和吕嘉，想借汉朝使者之力杀死吕嘉等人。在宴席中，樛太后当面指出吕嘉不愿归属汉朝的行为，想以此激怒汉朝使者出手杀吕嘉。但此时，身为将军的吕嘉之弟正率兵守在宫外，安国少季等使者犹豫不决，最终不敢动手。吕嘉觉察出杀气，随即起身出宫，樛太后大怒，想以矛掷击吕嘉，被赵兴阻止。吕嘉回去后，将其弟统领的士兵分出一部分安排到自己的住处加强防卫，托病不再去见赵兴和汉朝使者，并暗中与朝中大臣密谋，准备发动政变。吕嘉知道赵兴无意杀他，所以数月没有采取行动，而樛太后想杀吕嘉，又没有这样的能力。:402
汉武帝听说了吕嘉不服从赵兴，而赵兴和樛太后又无法控制吕嘉，派出的使者胆怯无能也帮不上忙；同时又认为赵兴和樛太后已经归附汉朝，唯独吕嘉作乱，不值得兴师动众，于是想派庄参率2000人出使南越国。庄参不愿意，汉武帝改派韩千秋和樛太后的弟弟樛乐于前112年率2000人前往南越国。当韩千秋和樛乐进入南越国之后，吕嘉等人终于发动政变。吕嘉向国人称，赵兴太年轻，樛太后是中原人，又与汉朝使者有奸情，一心想归属汉朝，想把先王留下的珍宝献给汉武帝，并想把随从去长安的南越人卖给中原人为奴，不顾及南越国的社稷，只顾及汉朝皇帝的恩宠。随后吕嘉和他弟弟领兵攻入王宫，杀死了赵兴、樛太后和汉朝的使者。:403

### 覆亡

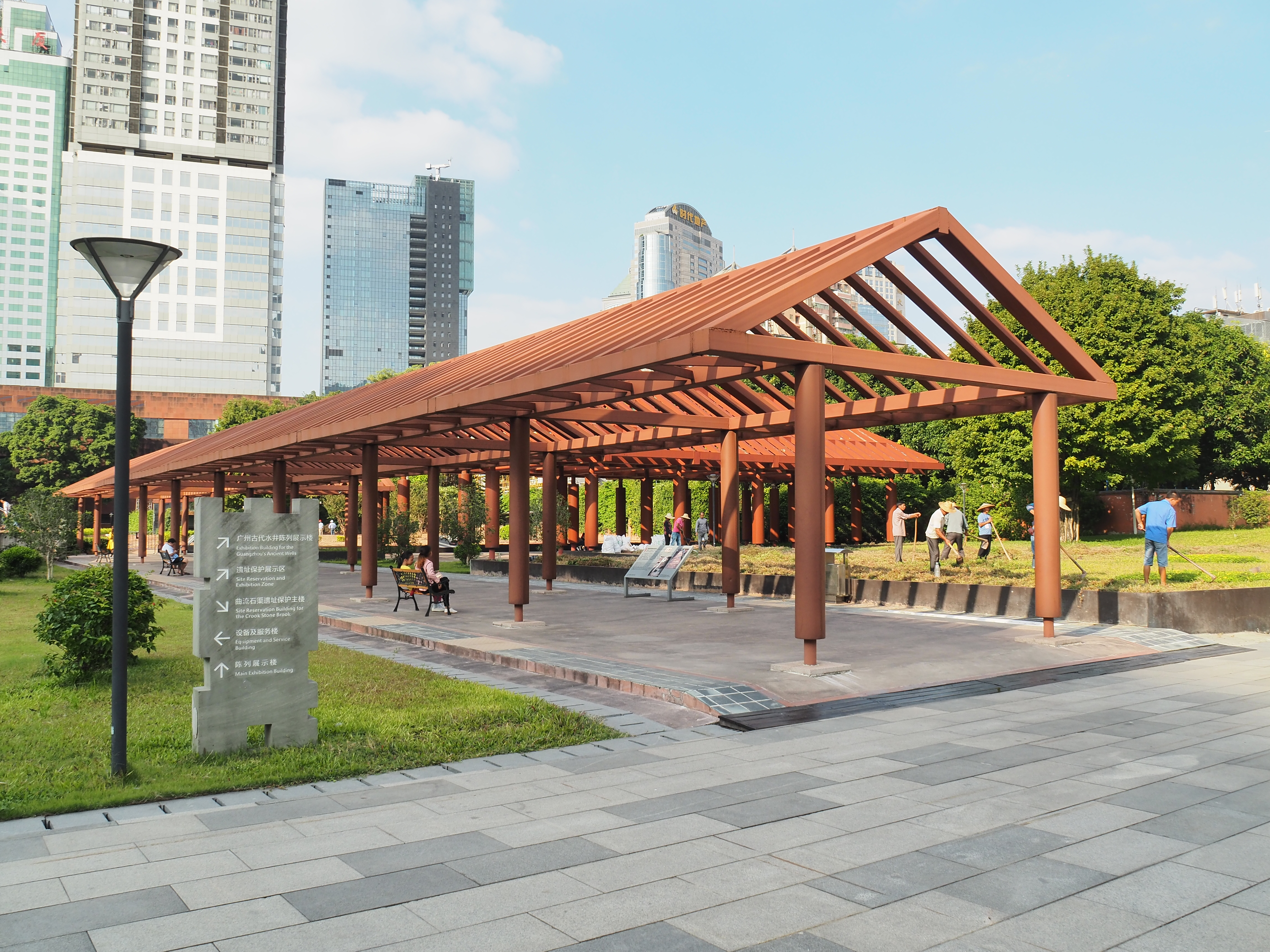
位于广州的南越国宫署遗址在发掘时发现了大量烧焦的木材，正好印证了汉朝军队放火烧番禺城的历史记载，图为在遗址旁复原的一号宫殿及一号廊道的立面轮廓。

吕嘉杀死赵兴之后，立赵婴齐和南越人妻子所生的长子赵建德为新的南越王，并派人告知了南越国的诸侯苍梧王赵光及南越国属下的各郡县官员。这时韩千秋的军队进入南越国境内，攻下几个边境城镇。随后，南越人佯装不抵抗，并供给饮食，让韩千秋的军队顺利前进，在走到离番禺40里的地方，南越突然发兵进攻韩千秋的军队，把他们全部消灭。吕嘉又让人把汉朝使者的符节用木匣装好，并附上一封假装向汉朝谢罪的信，置于汉越边境上，同时派兵在南越边境的各个要塞严加防守。汉武帝得知后，非常震怒，他一方面抚恤战死者的亲属，一方面下达了出兵南越国的诏书。:403-404
前112年秋，汉武帝调遣罪人和江淮以南的水兵共10万人，兵分五路进攻南越。第一路任命路博德为伏波将军，率兵从桂阳沿湟水（今广东省境内的连江）直下。第二路任命主爵都尉杨仆为楼船将军，从豫章郡过横浦关沿浈水直下。第三路和第四路任命两个归降汉朝的越人郑严和田甲分别为戈船将军和下厉将军，率兵从零陵（今广西壮族自治区兴安县北）出发，然后郑严的军队沿漓水直下，田甲的军队则直抵苍梧（今广西壮族自治区梧州市）。第五路以驰义侯何遗利用巴蜀的罪人和夜郎的军队，直下牂柯江。五路军队的最终目标皆为南越国的都城番禺。:404与此同时，东越王余善也向汉武帝上书请战，并派兵8000人协助杨仆进攻南越国，但东越王的军队行至揭阳时，便借口遇上风浪而不再前进，还暗中派使者向南越国报信。:156
该年冬天，即前112年与前111年之交时，杨仆率领精兵，抢先攻下寻峡（今广东省清远市飞来峡），然后攻破番禺城北的石门，缴获了南越国的战船和粮食，乘机向南推进，挫败南越国的先头部队，率领数万大军等候路博德的军队。路博德率领被赦的罪人，路途遥远，与杨仆会师时才到了一千多人，于是一同进军。杨仆率军队在前边，一直攻到番禺，赵建德和吕嘉都在城中固守。杨仆选择有利的地形，将军队驻扎在番禺的东南面，天黑之后，杨仆率兵攻进番禺城，放火烧城。而路博德则在城西北驻军，派使者招降番禺城，南越人久闻路博德的威名，于是纷纷投奔路博德的旗下，黎明时分，城中的南越国守军大部分已向路博德投降。吕嘉和赵建德见形势不妙，在天亮之前率领几百名部下出逃，乘船沿海往西而去。路博德在询问了投降的南越人之后，才知吕嘉和赵建德的去向，并派兵追捕他们。最后，赵建德被路博德的校尉司马苏弘擒获，而吕嘉被原南越国郎孙都擒获。:405
吕嘉和赵建德被擒之后，南越国属下各郡县包括苍梧王赵光，桂林郡监居翁，揭阳县令史定等皆不战而向汉朝投降。郑严和田甲的军队，以及何遗调动的夜郎军队还未到达，南越国已经被平定了。这样，由赵佗创立的南越国历經93年、五代南越王之后，终于被汉朝消灭了。:405-406当平定南越的捷報傳给漢武帝時，漢武帝正在前去視察緱氏县（今河南省洛阳市偃师区东南）的途中，当时身处左邑縣桐鄉（今山西省闻喜县北），于是漢武帝在桐乡設立了闻喜县。前111年春，吕嘉被汉军处死后將其首級呈送給漢武帝，当时漢武帝行至汲縣新中鄉（今河南省新乡市东），于是汉武帝又在新中乡设立了获嘉县。同年，赵建德也被处死，其首级高悬在汉朝皇宫的北阙上。其后汉武帝还在益州郡设立嶲唐（今云南省云龙县西南）、不韦（今云南省保山市东北）两县，将吕嘉的子孙和宗族迁徙过去，以绝南越后患。:82汉武帝在平定南越国后，将南越国領地设置了南海、苍梧、郁林、合浦、交趾、九真、日南七郡。前110年，汉武帝再派兵从合浦郡徐闻县（今属广东省）渡海，占领了海南岛。汉朝将其设为儋耳、珠崖两郡，和前面七郡同隷属于交趾刺史部。:233-234

## 地理与人口

### 疆域

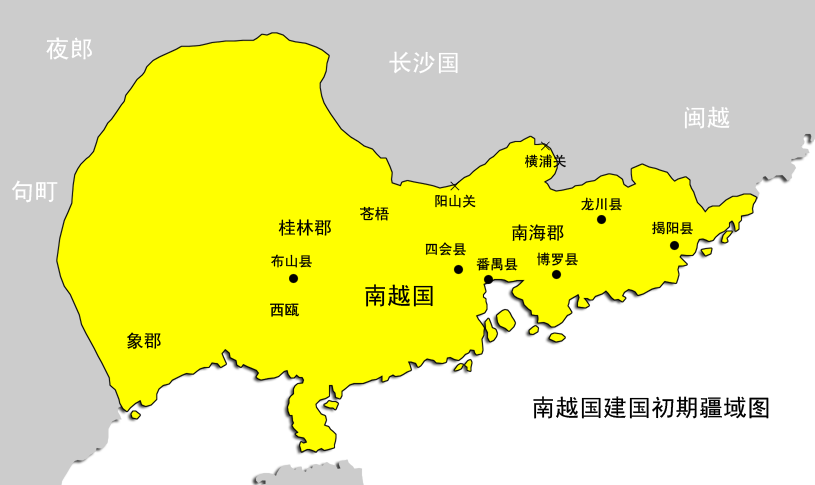
南越国建国初期疆域图，参照谭其骧主编的《中国历史地图集》秦朝岭南三郡的地图绘制，该地图的南部边界在史学界有争议

南越国是在秦朝南海、桂林、象三郡基础上建立起来的国家，其建国初期疆域和秦朝该三郡的辖区相当。前179年之后，赵佗通过财物赠送的方式令闽越、夜郎等国一度臣属于南越国，但南越国并未真正占有这些国家的领地。:77西汉灭掉南越国之后，在南越国领地的基础上建立了南海、苍梧、郁林、合浦、交趾、九真、日南、儋耳、珠崖九个郡，所以南越国后期的疆域应该和西汉该九郡的辖区相当。传统的看法认为，秦平南越时，即占有今越南中、北部地区，南越国的后期疆域和前期相比没有很大的变化。但近代开始也有学者认为，秦平南越时，未占有今越南中、北部的部分地区，该区域为南越国期间扩展的疆域。:83-84:233-234
南越国的东部边界濒临南海。北部边界主要以南岭为界，从西向东沿今广西北部的三江、龙胜、兴安严关、恭城、贺州，广东北部的连山、阳山、乐昌、南雄、连平、和平、蕉岭一线，大部分地区与长沙国交界。而长沙国南部的部分县，如桃阳（今广西壮族自治区全州县西北）、观阳（今广西壮族自治区灌阳县南）、桂阳等已越过南岭的天然分界线插入到岭南地区。南越国的北部边界东段从西向东沿今福建西南部的永定、平和、漳浦一线到达南海，与闽越交界。西部边界从北向南沿今广西环江、河池、东兰、巴马、百色、德保一线，分别与毋敛、夜郎、句町等国交界。南部边界抵达今越南中部的富安省大岭一线以北和长山山脉以东地区，部分濒临南海。南越国的领土包括了今中华人民共和国广东、广西的大部分地区，福建的一小部分地区，海南，香港，澳门，越南北部、中部的大部分地区。:77-95

### 行政区划

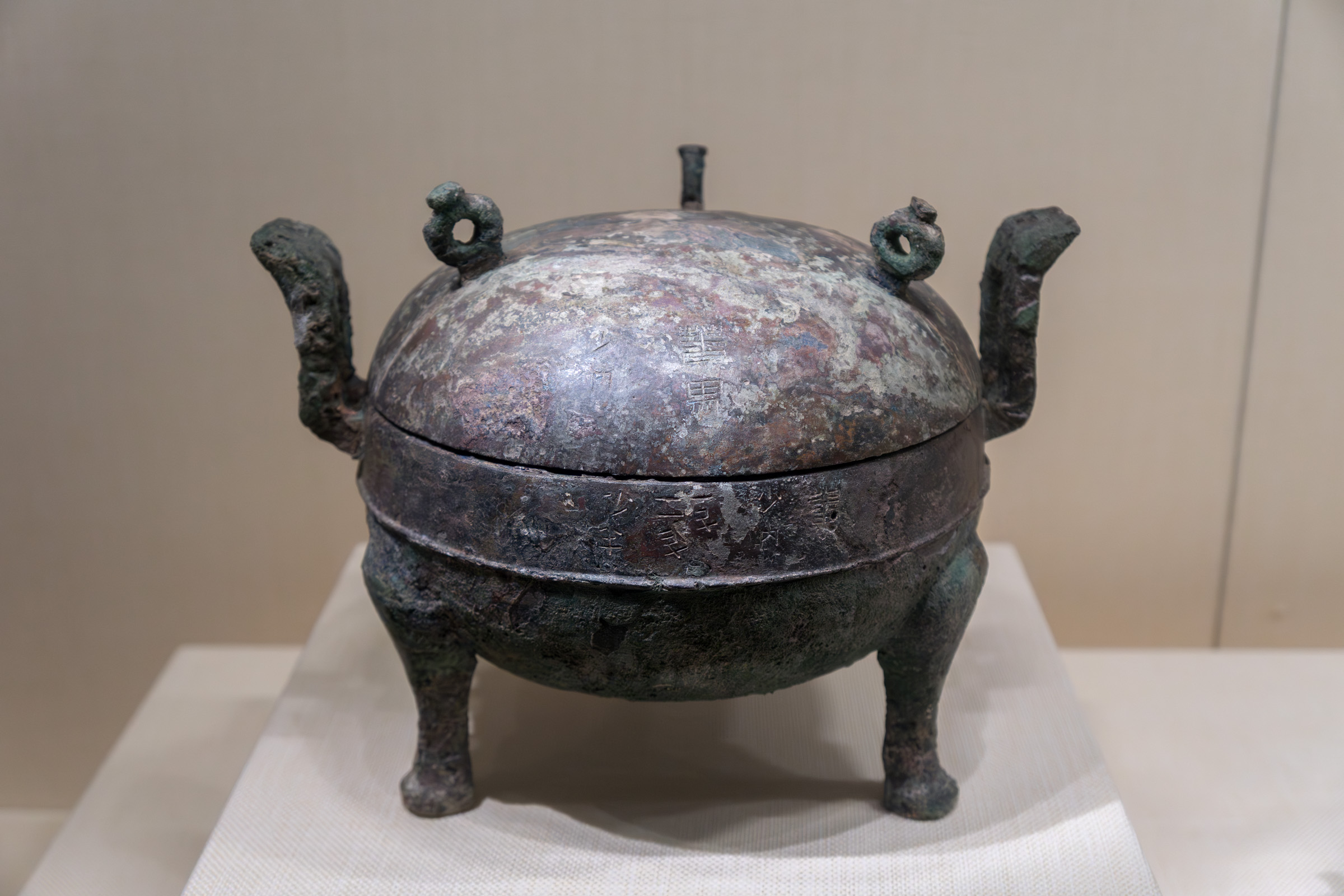
广州南越王墓出土的“蕃禺”铜鼎（G54），铭文中出现了番禺县的称谓

南越国立国之后，赵佗在行政区划上沿袭了秦朝的郡县制。在郡的设置上，赵佗保留了南海郡和桂林郡，并把象郡拆分为交趾郡和九真郡。:114南海郡大体包括了今广东省的大部分区域，秦朝时设有番禺、龙川、博罗、揭阳等县，南越国建立之后，赵佗又在此基础上增设浈阳、含洭等县。其中番禺县是南海郡的郡治，也是南越国的都城，位于今广州市越秀区内。1995年和2000年，先后在广州市越秀区发掘出南越国王宫的御花园遗址和宫殿遗址，证实了南越国都城的确切位置。龙川县的县治位于今广东省龙川县佗城镇，秦朝赵佗在此任县令时，即筑有秦城，南越国建立后，赵佗以此为兴王地，在龙川的县郊修筑了宫殿式建筑长乐台。桂林郡包括了今广西的大部分区域，秦朝时设有布山、四会等县，一直延续到南越国。其中布山县是桂林郡的郡治，位于今广西贵港境内，1976年，在贵港发掘出土罗泊湾一号墓，该墓的墓主被考古学家认为是南越国桂林郡的最高官吏。交趾、九真二郡包括了今越南中、北部地区，下设的县可考者只有秦朝始设的象林县。:42-44,115-117

### 族群
南越国境内的居民，大部分是统称为“百越”的土著居民，另有来自中原的移民。这些中原移民包括秦朝征服岭南的军人，为军人补衣服的1万5千名未婚女子，以及秦朝强迫移居的有罪官吏、犯人、上门婿和商人等。南越国境內的百越人又分成南越、西瓯、骆越等族群。南越人分布于今广东北部、东部和中部，广西的东部也有少量分布，是由旧石器时代生活在广东北部的马坝人发展而来的。西瓯人分布于今广西大部分地区和广东西部，其中主要聚居于西江中游的浔江流域和灵渠以南的桂江流域。西瓯早在秦朝时其部族首领译吁宋就曾顽强的抵抗过秦军并被秦军杀死，南越国时赵佗封译吁宋的后裔为西于王，对西瓯人进行自治。骆越人分布于今广西西部、南部，越南北部，雷州半岛，海南岛和贵州的西南部，其中主要聚居于今广西左江、右江流域，越南红河三角洲及贵州的北盘江、南盘江流域。骆越的名字来源于他们垦耕的田地多为山坡间的田地，当地称这种田为“骆田”。南越国立国前，赵佗曾率兵征讨骆越部族的首领安阳王，并将其击败。南越国灭国时，桂林郡监居翁告知四十多万的西瓯和骆越的军人向漢朝投降，可以从一个侧面了解两族群的强盛。:161-169

## 政治

### 政治制度
南越国因为是在秦朝岭南三郡的基础上建立起来的，并且南越国的开国君主赵佗也曾为秦朝的南海郡尉，所以南越国的政治制度大部分是沿袭秦朝的；后来因为又臣属于汉朝，所以汉朝的政治制度对南越国的影响也很大。同时，南越国是个独立性很大的政权，他们的统治者也制定了一些独特的政治制度。:112-113
南越国是个君主制的国家，其君主一般称为“王”，前两代君主还在国内自称为“帝”，分别为“南越武帝”和“南越文帝”。南越国有自己的纪年，采用帝王纪年方式。南越国的君主采用世袭制，应当继承王位的王子，预立为太子。南越国君主的母亲称为“太后”，妻子称为“后”，妾称为“夫人”。从这些制度可以看到，南越国王室的规制均超过汉朝的内诸侯，和汉朝皇室相当，这和南越国对汉称王，对内称帝的实际相符。:60-63
南越国的行政体制沿袭了秦朝的郡县制，同时又以独立国家的姿态分封了一些王、侯，形成了和西汉基本类似的郡县制和分封制并行的郡国制。在郡县制上，赵佗保留了大部分秦朝的郡县设置，同时为了加强有效的统治，又增设了一些郡县。在分封制上，据文献记载南越国分封的王侯有苍梧王、西于王、高昌侯等。苍梧王名赵光，为赵佗的宗室，其封地在今广西梧州及其附近地区。西于王为西瓯首领译吁宋的后裔，赵佗封其为王，是为了让其对西瓯实行自治。高昌侯为南越国末代君主赵建德登基前的封号。:113-121
南越国的官僚制度可分为中央官制和地方官制，是一个体系宠大的官制系统。在中央官制中，包括有集军政大权于一身的丞相、丞相的助手内史、监督百官的御史、指挥禁军的中尉、辅王的大傅等掌握着南越国内政外交的重臣，还包括有郎、中大夫等普通的中央官员，将、左将、校尉等军事武官，以及食官、景巷令、私府、私官、乐府、泰官、居室、长秋居室、大厨、厨官、厨丞、掌御、少内等负责王宫内务的官员。在地方官制中有郡的官员假守、郡监、使者等，县的官员县令等，县以下的官员啬夫等。从以上官制可知，南越国沿袭了秦朝的部分官制，又在汉朝官制上进行了大量的改进，此外，南越国还根据自身的情况自创了少量的官制。:134-152
南越国还实行了和中原政权相似的其它一些政治制度，比如实行户籍制度，推行使用汉字，推行使用中原的度量衡制度等。这些来自于中原的制度对治理南越发挥了重要的作用。:121-126,133-134

### 军事制度

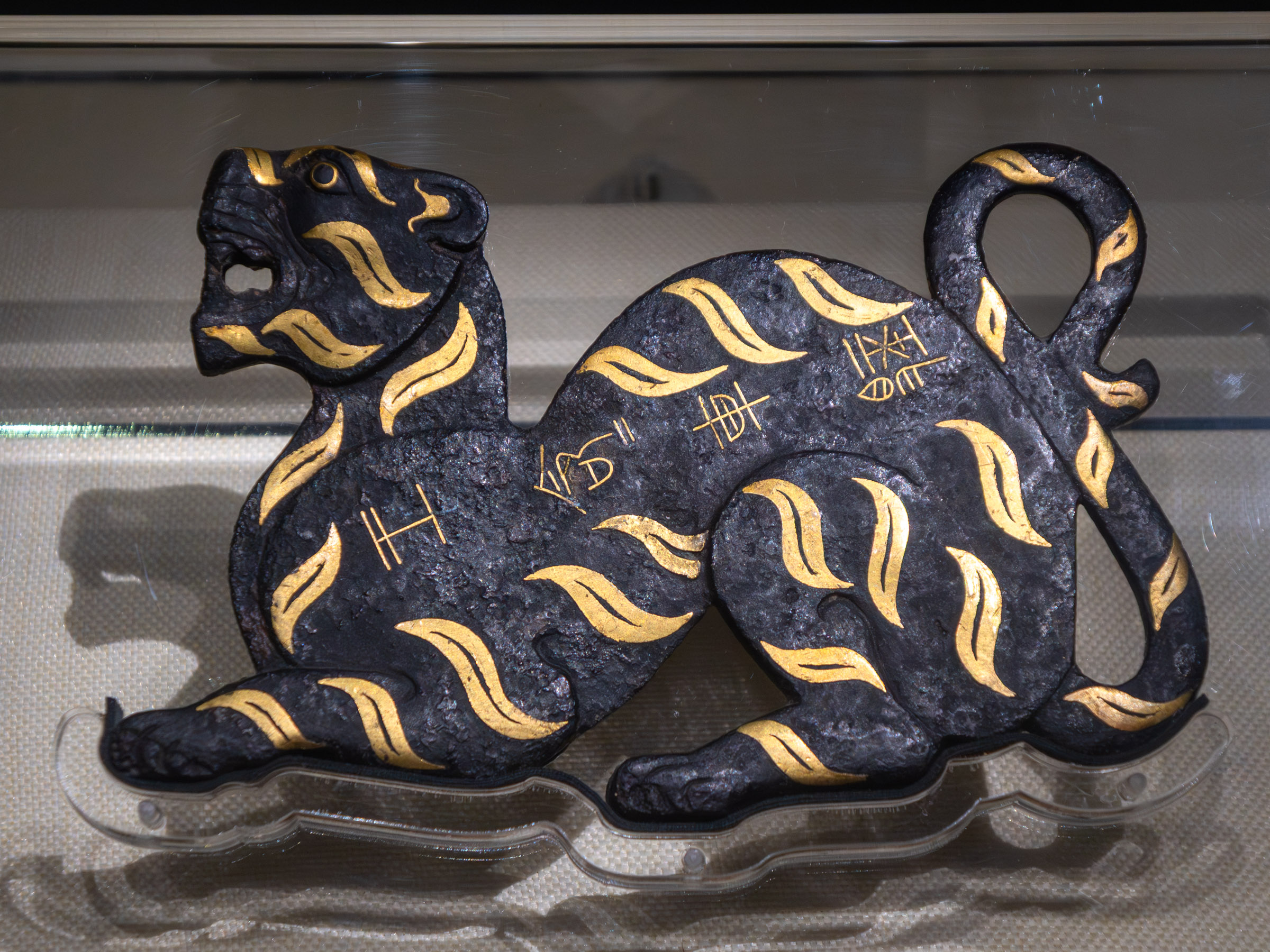
南越文王墓出土的错金铭文铜虎节（C204），上有错金铭文“王命命车徒”

南越国的军队主要来源于秦朝征岭南时的大军，南越国建国之后，一些越人也加入到这个军队中，总人数应有数十万人。南越国的军事官职有将、左将和校尉等，兵种包括有步兵、舟兵和骑兵等，南越国君主通过铜虎节作为信物来调动这些军队。:127-131在南越国墓葬出土的兵器中，主要分为青铜兵器和铁兵器，其中青铜兵器又占了绝大多数，这反应了当时南越国铁器的稀缺。当时，南越国的士卒主要配备的武器为铜剑、铜矛、铜弩机、铜镞等；将官使用铁剑、铁矛、铁戟、铁铍、铁镞、铁铠甲等。

### 族群政策
南越国的族群政策沿袭了秦朝南海郡尉任嚣、赵佗起就实行“和辑百越”的政策，对来自中原的移民和本地的百越人之间的相互融合起了积极的作用。秦平南越和南越国建国初期都是以中原人为主要依靠力量的，后来逐步吸收了许多越人加入到南越国的政权里来，比如丞相吕嘉、左将黄同等都是越人，吕嘉的宗族在南越国当官的有70多人。南越国政权还在一些族群复杂的地区分封当地越人为王侯，如在西瓯分封的西于王等，让其自治。这些越人治越的方式，增强了越人对南越国政权的认同感。生活习惯方面，在赵佗的带动下，南越国政权的中原人入境随俗，开始遵从越人的风俗习惯。社会上中原人与越人之间的通婚联姻越来越普遍，连王室也盛行。南越国王室与越人丞相吕嘉的家族世代有联姻，末代南越王赵建德的母亲也是越人。这些政策对南越国的政权稳定、经济发展、文化交流都起了很有效的作用。在整个南越国时期，中原人和越人和睦共处，逐渐相互融合。:170-174

## 对外关系

### 与汉朝的外交

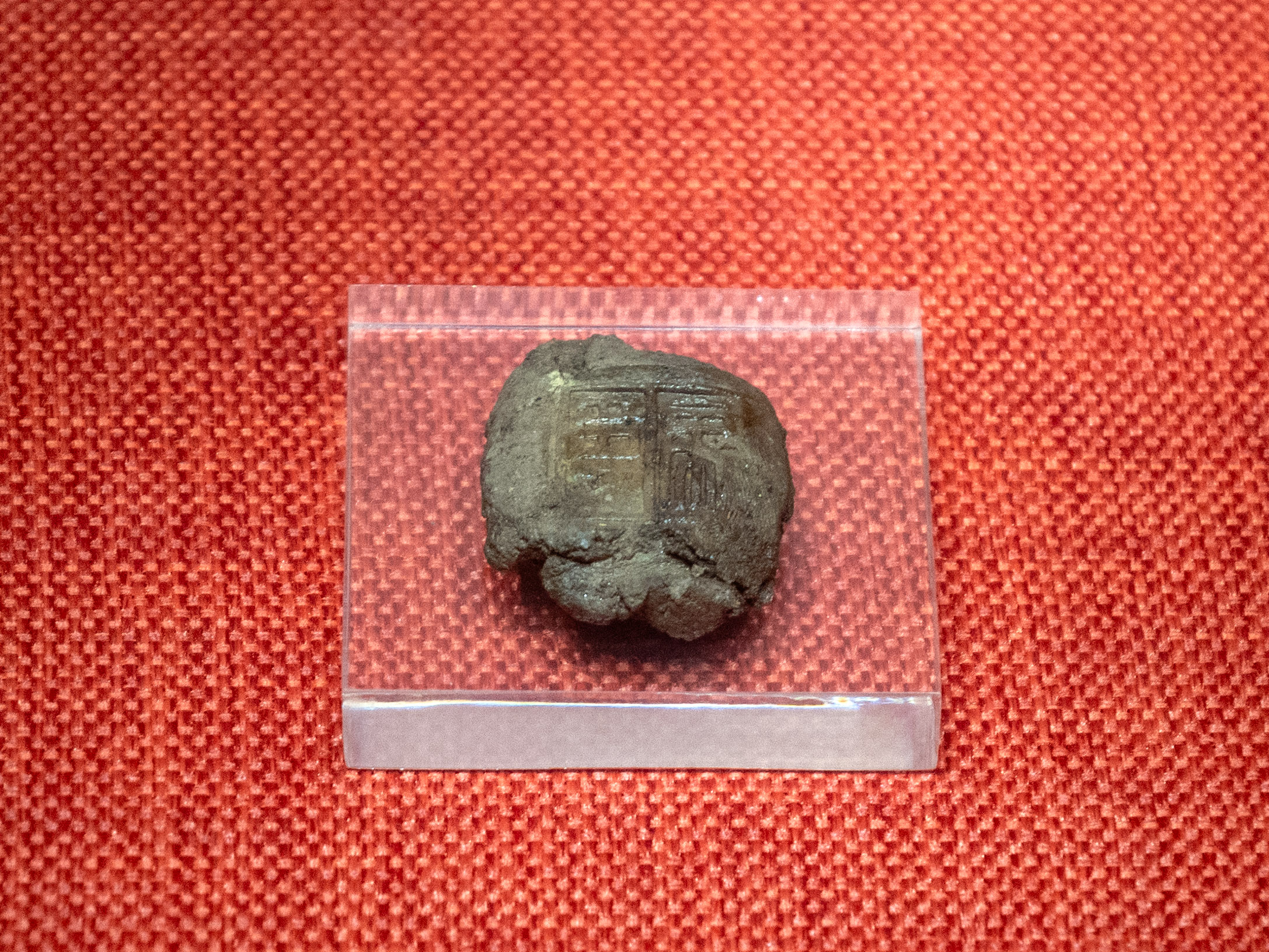
南越文王墓出土的“帝印”封泥（C0-2），说明南越国第二代君主虽然对汉朝称臣，但在国内仍自称为帝

南越国自前196年第一次向汉朝称臣后，与汉朝共经历了两段臣属和两段对抗期，一直到前111年南越国被汉武帝所灭。:183
南越国首次臣属于汉朝是从前196年刘邦派陆贾出使南越国，赵佗接受刘邦赐给的南越王印章开始，一直到前183年为止。在这13年的臣属期里一方面双方的政治、经济来往不断，两国都有收益，通过朝贡、回赐和贸易，汉朝获得了南越国的特产，南越国获得了汉朝的铁器、马牛等。另一方面，两国又在互相提防，在两国交界的关口互相都有重兵布防。:189-191
南越国首次和汉朝对抗是从前183年吕后对南越国实行禁绝关市的经济封锁，赵佗和汉朝绝裂开始，一直到前179年为止。在这4年时间里，赵佗脱离汉朝，公开称帝，并出兵攻打汉朝的内诸侯长沙国，吕后亦派大将和军队前去和南越国交战。在这场战争中，因为南越国的军队成功阻止了汉朝军队的南下，使南越国的声望大增，使闽越、夜郎等也纷纷臣属于南越国。:191-195
南越国第二次臣属于汉朝是从前179年汉文帝派陆贾第二次出使南越国，赵佗去帝号再次臣属汉朝开始，一直到前112年为止。这段臣属期维持时间非常长，共经历了四代南越王，总共67年。在这段时间里，除了开国君主赵佗外，其余君主都比较平庸，没什么建树，对汉朝的依附也越来越深。第二代君主赵眜在闽越侵犯南越国时，甚至把汉武帝搬了出来，让汉武帝出兵来对付闽越。此举使赵佗时期就已经臣属于南越国的闽越，和南越国脱离了臣属关系，而直接受制于汉朝，使南越国实际上被孤立起来。:398
南越国第二次和汉朝对抗是从前112年丞相吕嘉反叛，杀第四代君主赵兴、樛太后和汉朝使者开始，一直到前111年南越国灭国为止。此时的汉朝经过几十年的休养生息，国力强大，曾在北面数次大败匈奴，迫使匈奴远走漠北。而此时的南越国内部分裂，樛太后和吕嘉之间的矛盾越来越深，并最终导致了他们之间的互相残杀。所以这次南越国的反叛在不到两年的时间裏就被汉武帝大败，最终导致了南越国的灭亡。

### 与长沙国的外交

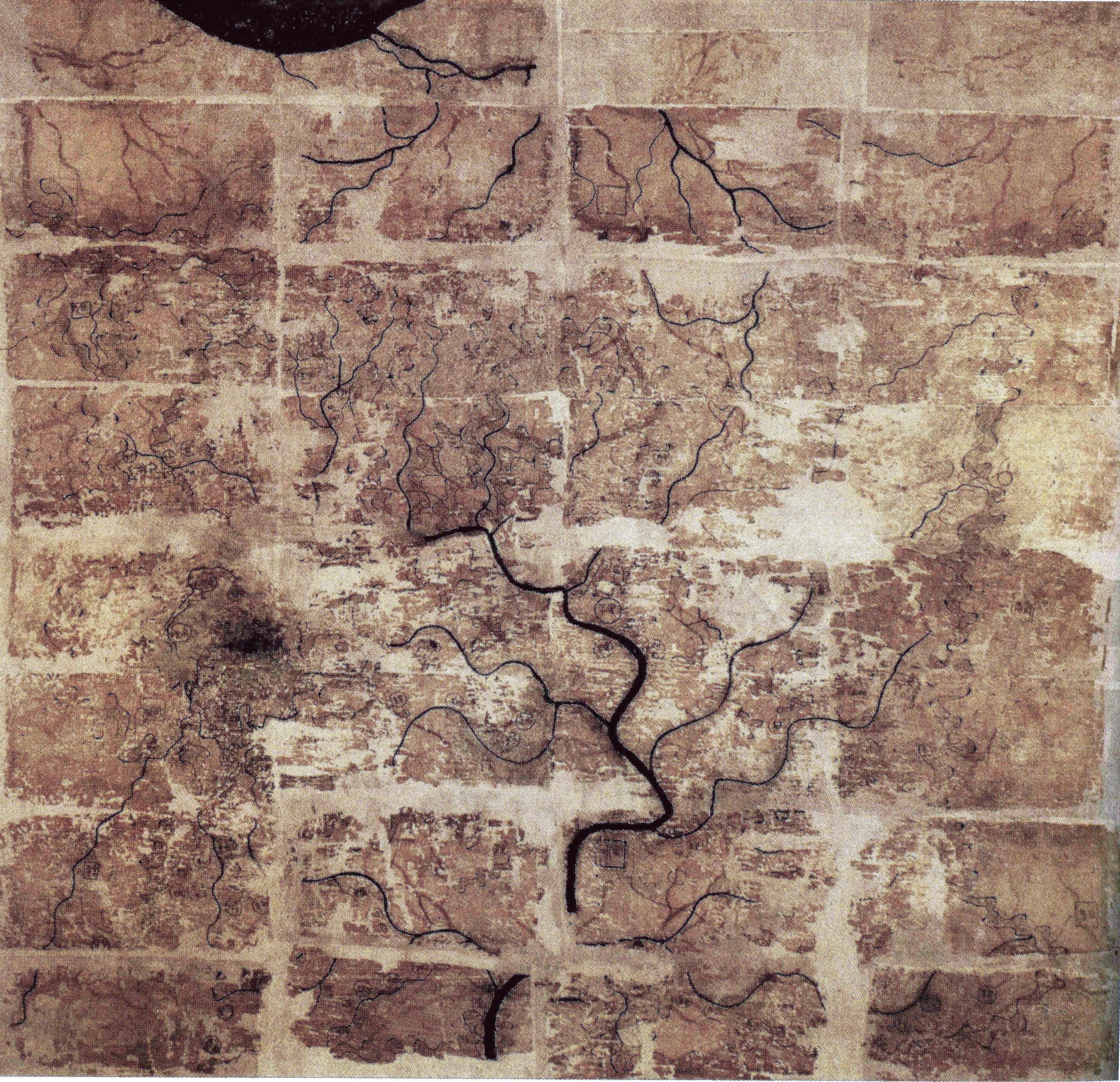
长沙马王堆三号墓出土的地形图，详细的描绘了长沙国与南越国边界的地形与水系

长沙国位于南越国的北面，包括今湖南的大部分地区和江西的部分地区。刘邦在分封第一代长沙王吴芮时，把南越国实际统治的南海、桂林、象三郡也一并分封给吴芮，致使长沙国对南越国从一开始就怀有敌意，所以长沙国也听任汉朝在其南部与南越国交界的地区设置重兵，使其成为汉朝监视南越国的前哨阵地。实际上，由于长沙国是汉朝的一个内诸侯，在政治上完全依附于汉朝，没有独立性，所以通常汉朝对南越国的政策和外交，也就是长沙国对南越国的政策和外交。:156-158

### 与闽越的外交
闽越位于南越的东北面，包括今福建省的大部分。闽越在秦朝时被秦始皇所灭，设为闽中郡，国王无诸被废。汉朝立国时，无诸因辅佐刘邦有功，前202年被復立为闽越王。南越和闽越的关系经历了三个阶段。第一阶段是从前196年赵佗第一次臣服汉朝后开始，此时，南越和闽越同臣属于汉朝，是平等的关系。第二阶段是从前183年赵佗和汉朝交战，成功阻止汉军南下开始，此时，南越的声望大增，闽越因而臣属于南越，开始了对汉朝和南越的双重臣属关系。第三阶段是从前135年闽越王郢襲击南越，赵眜请求汉武帝出兵，平复闽越之乱开始，这时闽越重新臣服汉朝中央，和南越恢复了平等的关系。:154-156

### 与西南夷国家的外交
西南夷位于南越国的西面，与南越国交界的西南夷国家主要有夜郎、毋敛、句町等。夜郎国是西南夷当中地域最广的国家，疆域包括今中华人民共和国贵州、云南及四川三省的南部地区。夜郎因为和南越国同属于百越人，且共同面对强大的汉朝，所以交往密切，互有通商。在前183年赵佗成功抗击汉朝后，包括夜郎在內的一些西南夷国家都纷纷臣属于南越国，一直到南越国灭亡，都保持着一种松散的臣属关系。前112年，汉武帝出兵征讨南越国时，派何遗征发西南夷的军队，准备沿牂柯江而下攻击南越国。但西南夷国家多不愿出兵，甚至且兰的君主还公然反抗，杀死了汉朝使者和犍为郡太守，也从侧面反映了西南夷和南越国相互依存的关系。:222-223:158-161

## 经济

### 农业

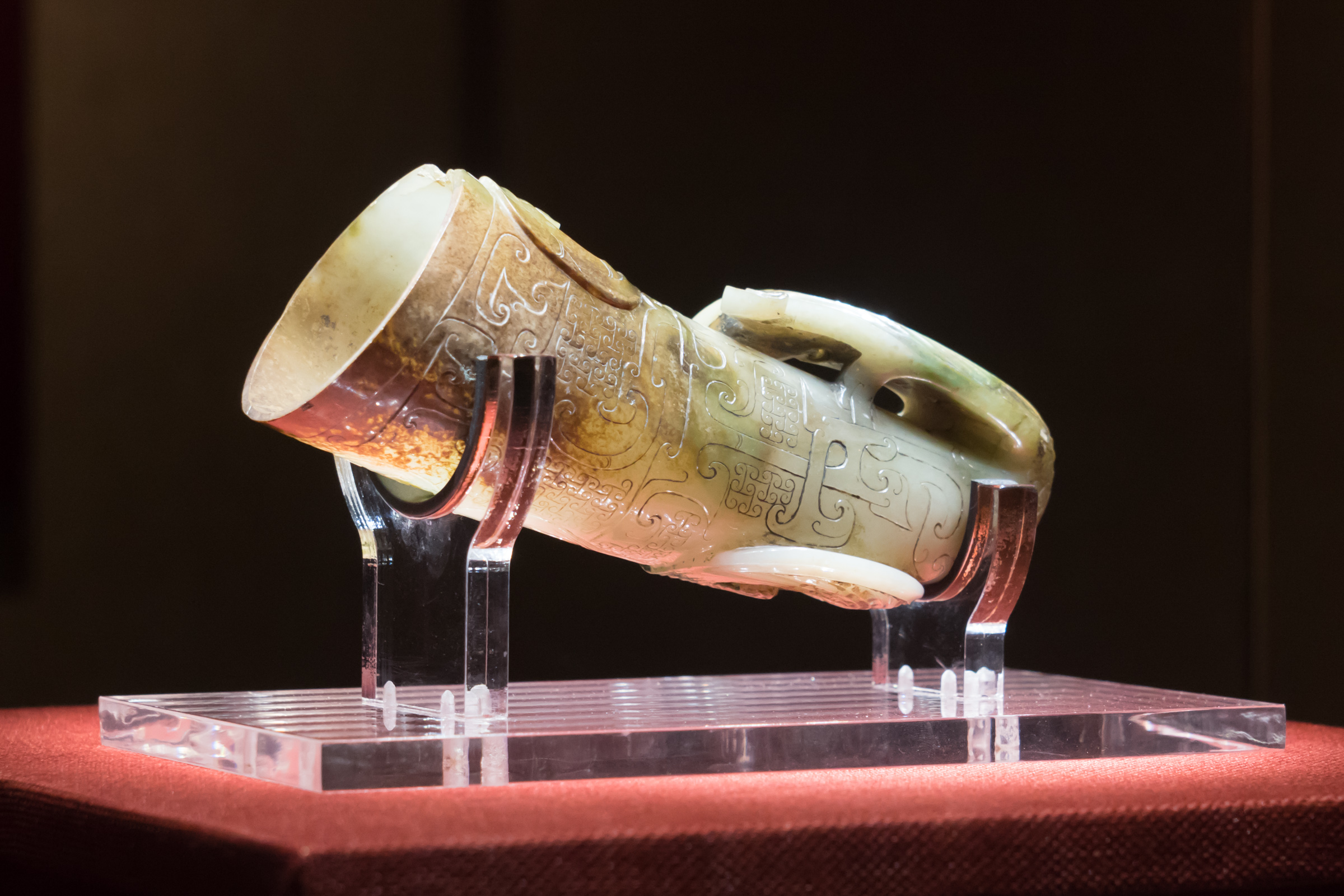
南越文王墓出土的玉质酒具，角形玉杯（D44）

战国时期岭南地区雖然已有水稻耕作等农业生产，但进行农业生产的工具多为石器和简单的青铜器，与已广泛运用到铁器农具的中原地区相比，农业生产水平相對落后。秦始皇征服岭南之后，让秦军屯戍岭南，又从中原迁移过去大量移民，这批移民的南下带去了中原的铁器农具和发达的农业生产技术，提昇了岭南的农业生产水平。南越国立国之后，原为秦军将领的开国君主赵佗仍注重农业的发展，推广使用中原先进的农业生产技术，并在与长沙国交界的地方设立关市，通过长沙国从中原地区输入铁制农具和马、牛、羊等家畜用于农业生产。其间虽然在吕后掌握汉朝朝政时对南越国实行了经济封锁，但中原和南越国的关市贸易在吕后死后很快又得到了恢复，直至南越国灭亡。:209
南越国使用的农工工具多为铁制，南越国墓葬出土的铁制农具有锄、锸、钁、镰、锛、铲等，主要用于农作物的耕种、收割、锄草等；出土的铁制工具有斧、锉、锥、刀、锤、凿等，主要应用于木工、金工、打制石器等工种。在铁制农具中，锄和锸是南越国最常用的农具。锄主要在农耕时用于清除杂草，疏松土质等；锸是插地起土的农具，主要用于翻地、修埂、开渠等。而钁主要用于深掘土地、开荒造田、刨掘树根等，镰用于收割农作物，斧可用来砍伐森林。这些铁制农具的广泛使用有效地促进了南越国的农业发展。但由于南越国铁矿资源缺乏，冶铁业不发达，这些铁制农具主要还是要依靠中原地區的输入，因此南越国的铁製农具的普及程度还是远远不及中原地区，分布范围主要在南越国都城和郡县治所的周边区域，而在一些偏远地区，仍在使用石器和青铜器。:211-214
南越国最常见的粮食作物是水稻，早在新石器时代晚期，古越人就开始人工栽培水稻，南越国时更是大面积推广种植。水稻非常适合岭南地区高温多雨，水源众多的生长环境。除水稻之外，在南越国墓葬中出土的粮食作物还有黍、粟、菽、薏米、芋、大麻子等，杂种这些旱地作物，是为了适应岭南地区地形复杂、山多田少的自然环境。在南越国的墓葬中还出土了不少盛酒器皿，说明当时南越国已有了成熟的酿酒技术。在南越国的墓葬中出土的瓜果有柑桔、桃、李子、荔枝、橄榄、乌榄、人面子、甜瓜、木瓜、黄瓜、葫芦、姜、花椒、梅、杨梅、酸枣等。其中荔枝是岭南特有的水果，据东晋的《西京杂记》记载，赵佗曾将荔枝作为贡品进贡给刘邦。而橄榄的出土，则否定了过去的学者认为它原产于波斯，是汉武帝通西域后才传入中国的看法。:214-216
在南越国的墓葬中发现有牛的残骸，但没有发现犁铧或其它有关牛耕的遗物，所以尚不清楚南越国是否使用牛耕。除牛之外，还发现有羊、猪、鸡等家畜和家禽的残骸，以及禾花雀、竹鼠等野生动物残骸。尤其是禾花雀，在2001年成为广东省重点保护野生动物之前一直是粤菜一道菜肴的主料。南越国的墓葬还出土了大量的水产品，包括有鲤科鱼类、龟鳖类等淡水产品，产于珠三角河口地区的耳螺、笋光螺、河蚬等淡水和海水交界的水产品，和青蚶、楔形斧蛤、龟足等海水产品，可见当时南越国已经掌握了娴熟的渔业生产技术。:217-221

### 手工业

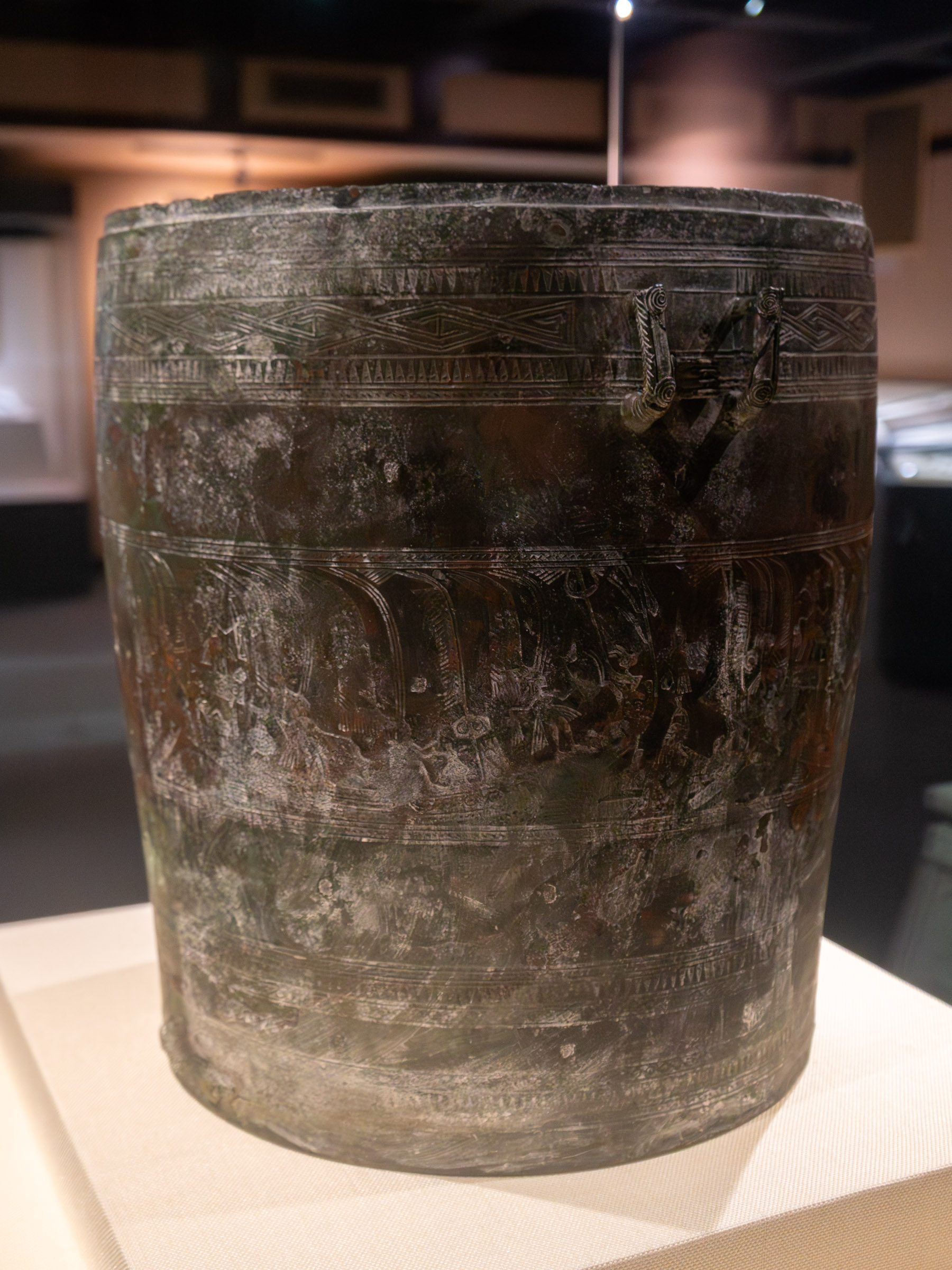
南越文王墓出土的船纹铜提筒（B59），其上的纹饰展现的是羽人海战凯旋图。

据考古发掘证明，岭南地区最迟在春秋时期就已经开始使用青铜器，并掌握了原始的青铜铸造技术，但当时青铜器的应用并不广泛。秦始皇征服岭南和赵佗建立南越国之后，来自中原的青铜铸造技术使岭南地区的冶铸业有了很大的发展，青铜器的种类和数量都非常丰富，仅在南越文王墓和罗泊湾一号墓两个南越国的墓葬中就分别出土了500多件和200多件的青铜器。在这些青铜器中，有部分是从中原或邻近地区输入，如兵器中的铜戈、铜矛、铜剑、铜弩机、铜镞等，日常用品中的铜镜、铜带钩、铜牌饰、铜钱、蒜头扁腹壶、汉式铜鼎等。此外，南越国自身铸造的青铜器也比较多，有句鑃、越式铜鼎、铜提筒、铜熏炉、铜鼓、提梁漆绘壶、铜烤炉、铜鍪、编钟、铜钫、竹节铜筒、羊角钮钟等。其中的一些铜器体型硕大，胎壁较薄，铸有各式繁杂的花纹。南越国的青铜器分为铸造和锻造两种加工方式，其中铸造的铜器占了绝大部分。铸造的方式又分为范铸法和失蜡法两种，以范铸法居多，对于比较复杂的铜器则先分铸各个附件，然后与器物主体再进行合铸。南越国境内有丰富的铜、锡、铅矿，在广西北流的铜石岭就发现一座始于南越国的采矿和治铜遗址，有14座炼炉，据估算可年产铜料3.2吨。:224-236
岭南地区的铁器也是在秦始皇征服岭南之后才开始大量出现，南越国时期，使用铁器已经较为普通，单单在南越文王墓就出土铁器246件。南越国墓葬出土的铁器主要可分为农具、手工业工具、兵器和生活用具等，种类繁多。其中南越国的农具和手工业工具已大部分为铁制品，包括有锄、锸、钁、镰、锛、铲、斧、锉、锥、刀、锤、凿等。但铁兵器还是比较稀缺，通常只配给将官使用，包括有铁剑、铁矛、铁戟、铁铍、铁镞、铁铠甲等。南越国的铁器也分为铸造和锻造两种加工方式，绝大部分为锻造，只有少量的铁器，如南越文王墓出土的一件越式大铁鼎就是铸造而成。由于南越国境内铁矿资源缺乏，南越国本身的冶铁规模十分有限，铁器主要还是依靠从中原的进口，冶铁的原材料也主要是从中原输入，或者利用废旧铁来进行铁器的加工锻造。:237-241
南越国的金银器主要在南越文王墓中出土，其中重要的金银器有“文帝行玺”金印、“泰子”金印、“右夫人玺”金印、金带钩、玉龙金钩、漆杯金座、金扣象牙卮、金珠、金花泡饰、杏叶形金箔片、小金羊、银洗、银盒、银匜、银卮、银带钩等。这些金银器大部分为南越国工匠所制，少部分为中原地区传入或海外的舶来品。南越国的金银器制造工艺有铸、压、锤碟、抽丝、焊接、镶钳等。此外，还有用金银在其它质地的器物表面进行装饰的鎏金、贴金和错金银等工艺。:242-245

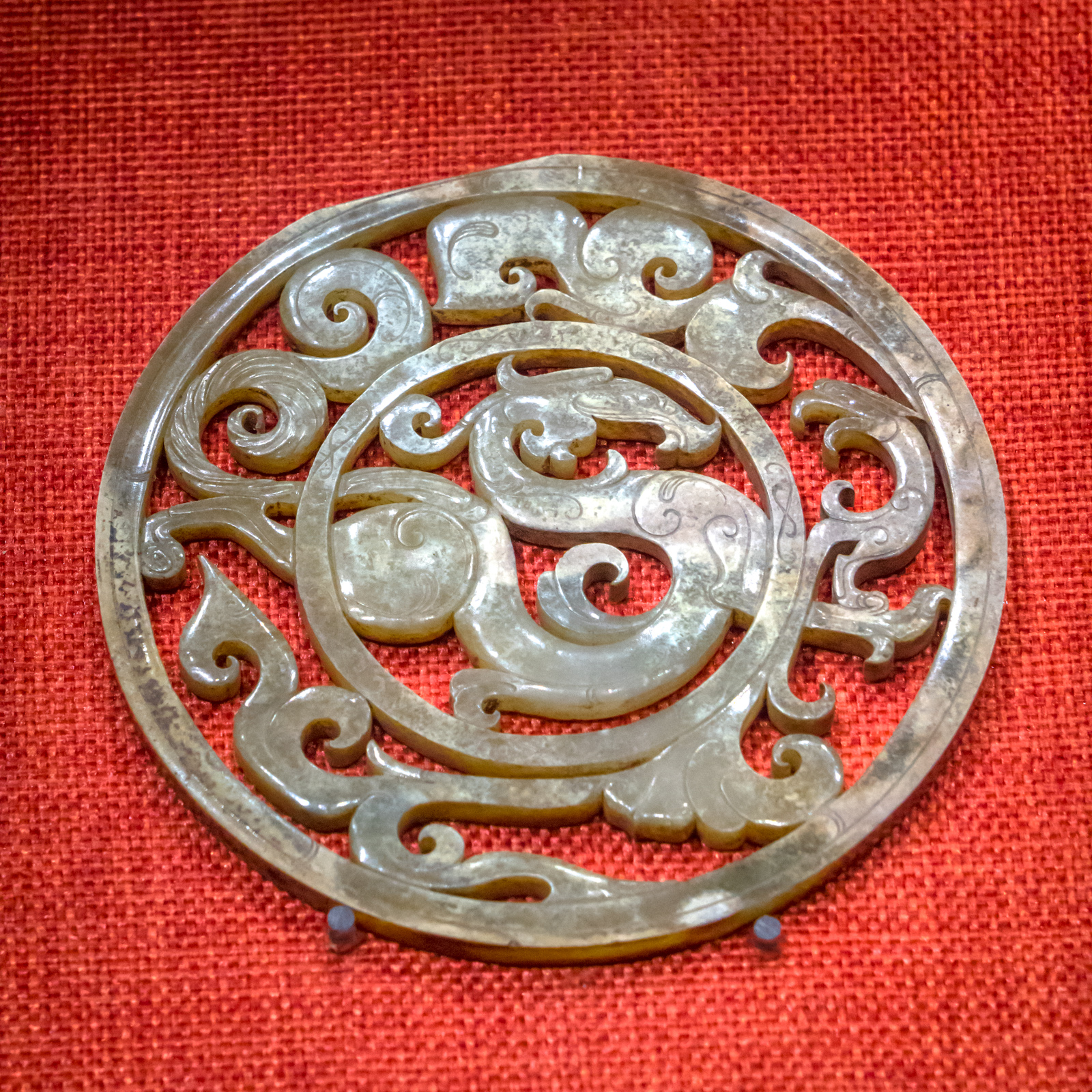
南越文王墓出土的透雕龙凤纹重环玉佩（D62）

南越国的玉器主要发现于规模较大的贵族墓中，一般的中小型墓葬很少，其中最多的是南越文王墓，共出土了244件玉器。南越文王墓的玉器全由软玉制成，分为礼仪用玉、丧葬用玉、装饰用玉、器用用玉四大类，器型有玉衣、鼻塞、玦、璧、璜、玉环、组玉佩、玉舞人、佩饰、剑饰、带钩、棋子、卮、杯、盒、翁仲、印章等。这些玉器纹饰丰富，纹样可分为几何纹和动物纹，在动物纹中又以龙凤纹最常见。其中的精品有丝缕玉衣、角形玉杯、承盘高足杯、龙虎并体玉带钩、龙凤纹重环玉珮、凤纹形牌饰、兽首衔璧、玉舞人等。根据南越文王墓出土的大量精美玉器，可以看到南越国的玉雕工艺已达非常高的水平。南越国玉器的玉料一部分为自产，也有来自于岭南之外。南越国的玉器加工工具相对简陋，如钻孔的工具还是用竹木器和骨器等，但加工的技巧却很高超，其中在南越文王墓出土的铜框镶玉卮和铜框镶玉盖杯还出现了镶嵌工艺。:153:283-290
在南越国的墓葬中，出土最多的器具是陶器，仅在南越文王墓就出土陶器多达991件。南越国墓葬出土的陶器主要有储容器、炊具等日常生活用具，和专为陪葬用的明器，以及一些建筑用的砖瓦等，器型有鼎、盒、壸、钫、提筒、尊、熏炉、瓿、瓮、罐、卮、杯、豆、碗、钵、盂、勺、盆、甑、鋗、釜、盘、案、纺轮、网坠、瓦当、铺地砖、鱼形响器等。这些陶器大部分为南越国本土制造，多是一些有着南越风格的几何印纹陶。南越国陶器按陶质可分为泥质陶和夹砂粗陶两种，泥质陶占了绝大多数，其陶土经过精心掏洗，并掺有少量细砂。南越国的陶器煅烧的火候也比较高，属于胎质坚硬的硬陶。在制坏工艺方面，分为手制、模制和轮制三种，其中主要以轮制为主，大多数器物都用了两种或三种的制作方式，很少只用单一技法完成。在装饰方法上，有模印、拍印、施压、刻划、镂孔、附加堆纹、彩绘等方法，纹饰复杂，富于变化。其中拍印纹中最具代表性的几何图形印纹就有百余种，成为南越国陶器装饰的一个特色。而对于彩绘工艺，则有红、黄、黑、白四种颜色，所绘的纹饰多为云纹、水波纹、弦纹等。南越国的部分陶器的表面还经过了施釉，方法分为蘸釉法和刷釉法。在装窑方法上，分为叠烧法和仰烧法，叠烧是当时先进的烧窑方法，能在相同的窑内烧制更多的陶器。:121-125:245-252

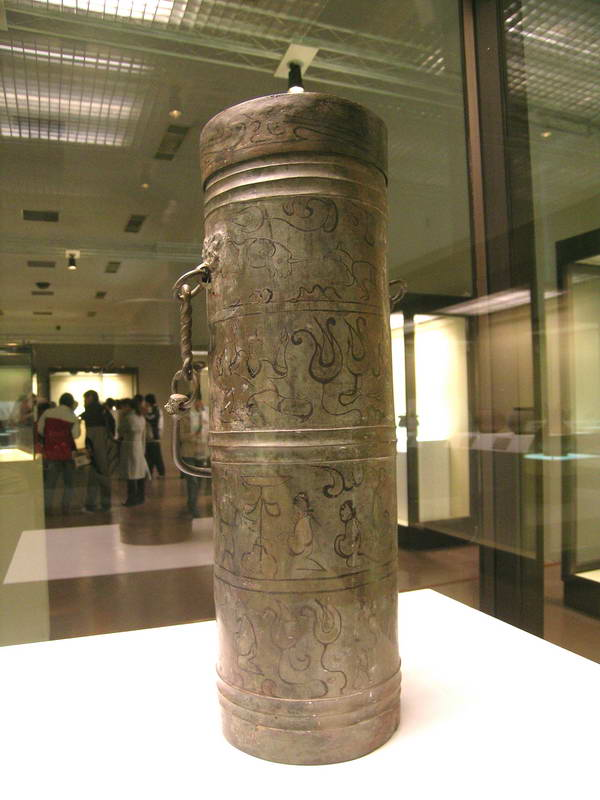
广西贵港罗泊湾一号墓出土的漆绘铜器，漆绘提梁铜筒（M1:42）

南越国时期，漆器制造业有了重要的发展，该时期的出土漆器数量众多，器型丰富。在罗泊湾一、二号墓中共出土了800多件漆器，是南越国墓葬中出土漆器最多的一处。南越文王墓出土的漆器也不少，但由于腐朽严重，大部分无法分辨外型。南越国漆器的器型主要有耳杯、卮、豆、盆、壶、钫、敦、桶、盂、奁、梳篦盒、梳、工具箱、博局、筹码、拐杖、鸠杖、伞顶轴、屏风、泡钉、剑鞘、刀鞘、矛柄、盾、甲、环、玦、球、棺等。南越国的漆器有木质胎和类纻胎两种，以木质胎为主，木质胎又可分为旋木胎、斫木胎和卷木胎等。南越国的一些漆器还在局部嵌扣上金属或玉器，这种器物称为釦器，南越文王墓中发现了大量釦器的金属部分遗物。南越国漆器的基本色调为黑地朱绘，即在黑色漆底上，用红、白两种常用色绘彩，也有少量用到绿、墨绿、褐、黄、金等色绘彩。南越国的漆器大部分都绘有花纹图案，这些纹饰可分为几何纹、云气纹、花草纹和动物纹等。南越国还有一种漆绘铜器，即将漆绘于铜器上，南越文王墓出土的漆画铜镜和罗泊湾一号墓出土的漆绘提梁铜筒和漆绘铜盆等均为此类器物。根据南越国漆器上的铭文，可知当时番禺和布山两地设有官办的漆器作坊监造漆器，为南越国的漆器制造中心。:268-275
南越国纺织业的织造原料以丝和麻为主，在南越文王墓中，以丝占了绝大多数，按丝的质地不同，又可细分为绢、罗、纱、锦等。从南越文王墓出土的大批已碳化的丝织品和印染工具，以及罗泊湾一号墓出土的织机配件来看，南越国的纺织品大部分应为本地织造，纺织业具有一定的规模。而且织造的工艺相当高，能生产出经纬密度每平方厘米320×80根纱的超细绢，和表面布满绉纹而显得厚实的绉纱等丝织物。南越文王墓出土了两块青铜印花凸版，显示了当时已具有成熟的印花工艺；而出土的用朱砂来染色的朱绢，和涂上黑油可防雨的黑油绢，可以看到当时已掌握了多种涂染工艺。此外，在一些出土的织物中还可以看到砑光工艺和刺绣技术。:260-266
岭南地区造船业大规模的发展始于秦朝，广州市中山四路发现的秦汉造船工场遗址即始建于秦朝平定岭南之际，一直到南越国首任君主赵佗统治的后期才被废弃，而且南越国的造船工场还应该不止这一处。在秦汉造船工场遗址中，共试掘出三个造船台，据推算，这些船台可以造出长20米、宽5米、载重量为20至30吨的船只。在这个造场工场中，已用到铁锛、铁凿、铁钉等铁制工具，造船的木材主要有格木、樟木和杉木等，造船主要采用榫接法拼合，并用木钉、竹钉、铜钉或铁钉钉联。南越国制造的船只已经运用到军事、捕船、交通、娱乐、经商等各方面。:139-144

### 商业

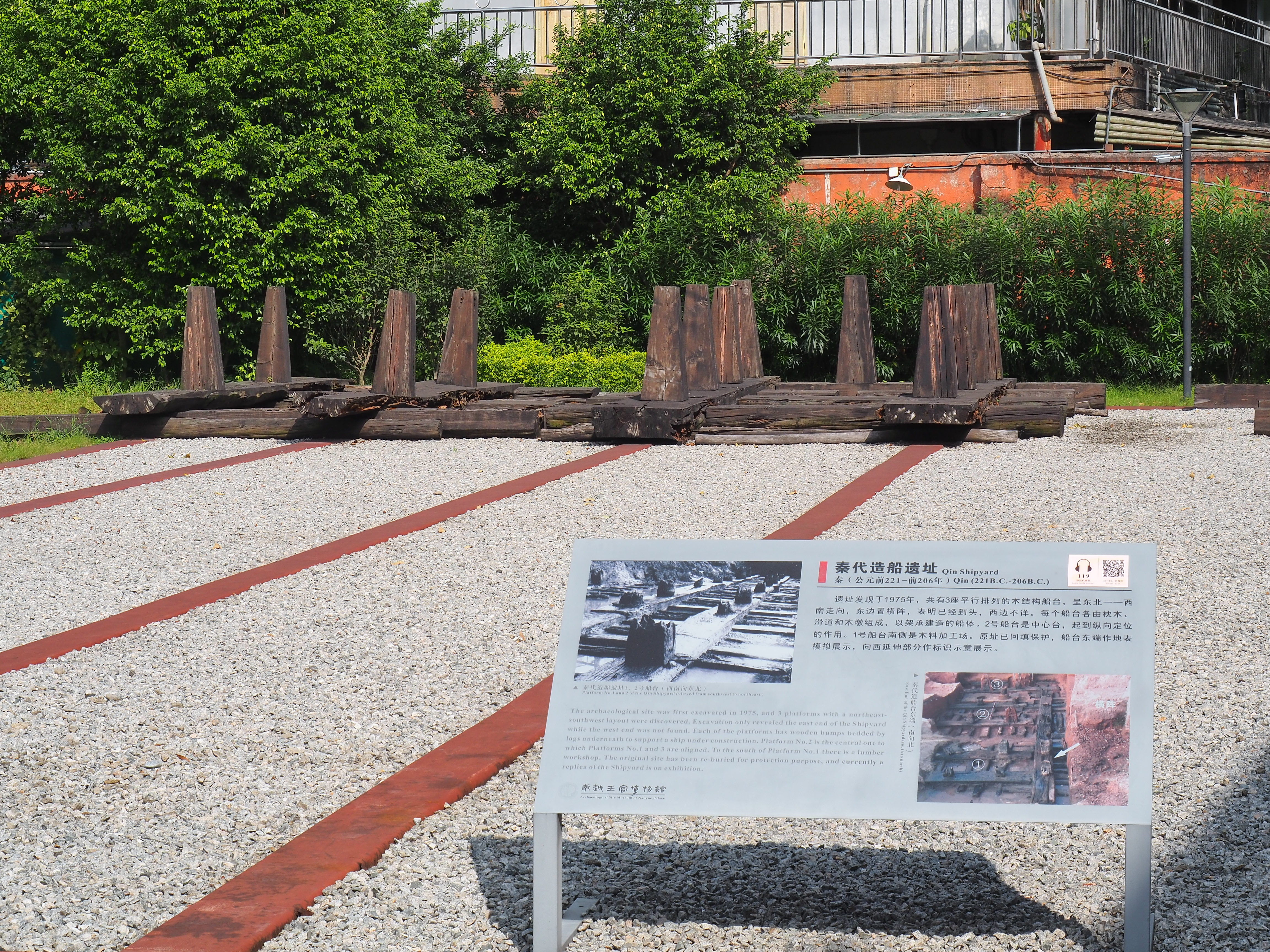
广州发掘出土的秦汉造船工场遗址，证明了南越国的都城已具备了生产大批内河和沿海航行船只的能力，该遗址目前已回填保护

秦朝之前，岭南地区的商品经济基本处于物物交换的原始状态，并没有进入货币经济的阶段。秦朝平定岭南之后，大量南迁的中原人带来了中原发达的贸易方式，岭南地区才开始逐渐进入货币经济时代。南越国建国之后，历代的君主都注重与邻国、特别是与汉朝的商业贸易。前196年，南越国和汉朝建交后，赵佗即在南越国和长沙国交界的地方设立关市，通过长沙国从中原输入铁器、青铜器和牲畜，引进中原的先进技术，并向中原输出南越国出产的白璧、珠玑、玳瑁、犀牛角、翠鸟、紫贝、孔雀、能言鸟、珊瑚、荔枝等土特产。南越国与闽越、夜郎等其它周边国家的商业贸易也十分密切，南越国主要通过牂柯江来和夜郎等西南夷国家进行贸易往来，甚至还通过夜郎和巴蜀进行商贸。在吕后与南越国交恶时期，赵佗还以赠送财物的方式，来获得闽越、夜郎、西南夷的附属和支持。南越国没有自己铸造的货币，其使用的货币均是从中原输入的，这些货币主要以秦朝和汉朝的“半两”钱为主。南越国的货币流通范围有限，仅局限于番禺、布山等主要治所，大多数边远地区还是采用物物交换的原始方式。:297-303
除了陆路和内河贸易之外，南越国的海上贸易也有很大的发展，据广州市的秦汉造船工场遗址的考古发掘证明，南越国的都城番禺已具备了生产大批内河和沿海航行船只的能力。在南越文王墓出土的船纹铜提筒（B59）上有一副羽人海战凯旋图，在船之间出现了首尾随行的大鱼、海龟和海鸟等海洋生物，这也显示了当时的南越人已有能力进行海洋贸易。他们开辟了通过南海与东南亚和南亚诸国进行海上商业贸易的路线，这条路线后来被称为“海上丝绸之路”。在南越国宫署遗址中，发现了许多海上贸易交住的证据，比如石水池底部使用的冰裂纹铺砌术，叠石柱，八棱石柱等均和中原的砖木建筑技术有差异，而和西方、古埃及、古印度等地的石构建筑技术相类似。这里出土的砖瓦部分施有青釉，这种釉并非中原同时期用于陶瓷上的灰釉和泥釉，其化学特征反而和西方的玻璃存在相似性。在南越文王墓中，也发掘出银盒、象牙、金花泡饰、乳香、玻璃珠饰等与海外贸易密切相关的一些舶来品。:311-313

## 文化

### 语言文字

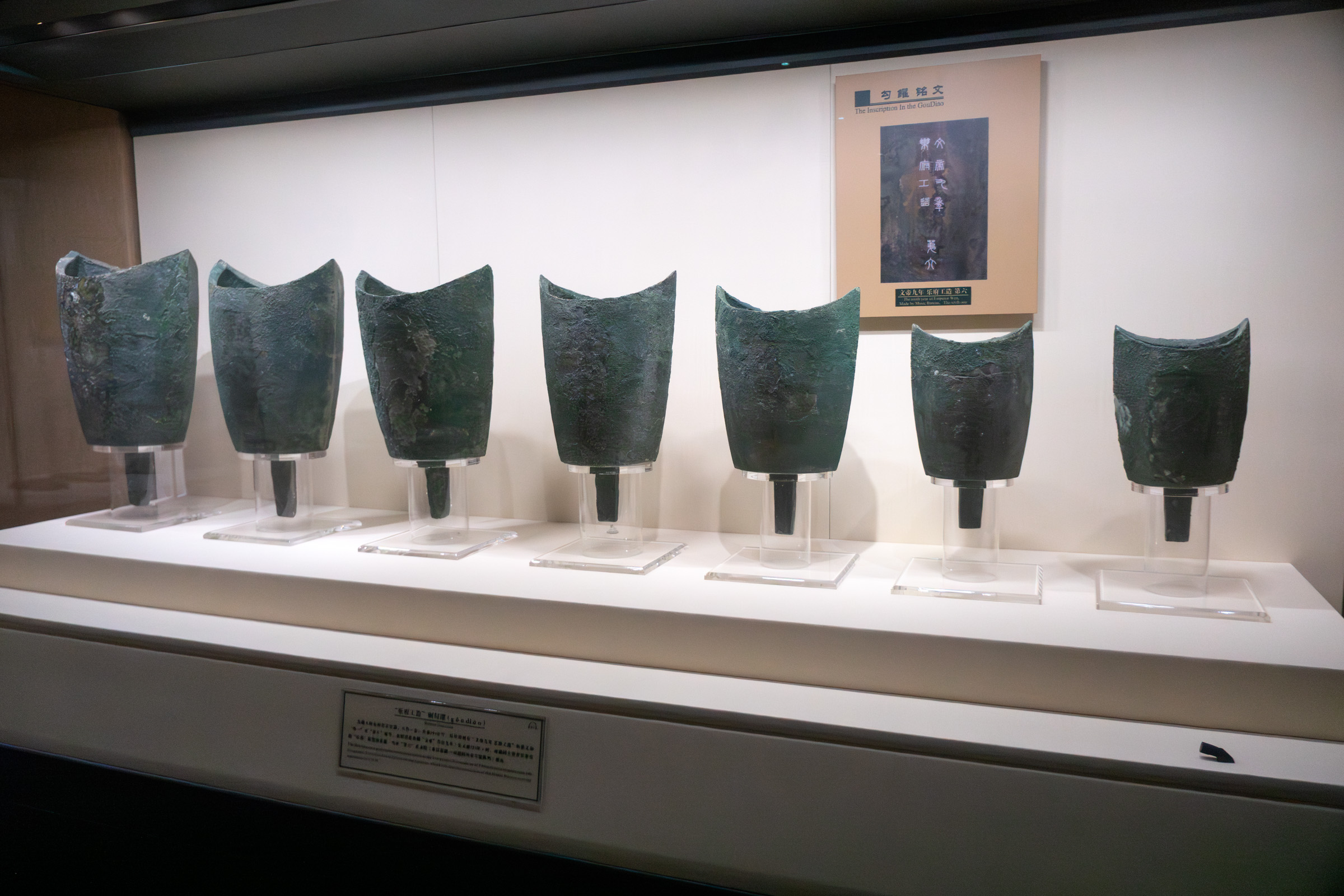
南越文王墓出土的句鑃（B96），按大小依次刻有“第一”至“第八”的序号，且每件均刻有“文帝九年 乐府工造”的文字

南越国除了从中原迁移过来的中原人使用古汉语外，本地的南越、西瓯、骆越等土著居民皆使用古越语，目前分布在东南亚和中华人民共和国南部的壮侗语系就被认为是古越语的一个分支，而现在分布在中华人民共和国广东、广西两地的粤语则被认为保留了很多古越语的成分。:320-321
岭南地区的百越人在先秦时期没有自己的文字，秦朝征服岭南之后，南迁的中原人带来了汉字。南越国创立之后，由于其创立者赵佗和大部分的官员均来源于中原，因此汉字成为南越国的官方文字。南越国时期的文字材料主要集中在南越文王墓、南越国宫署遗址和罗泊湾一号墓中出土。南越文王墓出土的文字资料主要有印玺、封泥、陶器戳印文字，铜器、银器上的铭刻，陶器上的墨书，竹签墨书等几种类型，印玺、封泥和陶器戳印上面的文字皆为标准的秦篆。罗泊湾一号墓出土了写有文字的木牍5件、木简9件、封泥匣5块和一些刻有或烙有文字的铜器、漆器、棺具等。其中以自名为《从器志》的木牍最为珍贵，上有372个文字、19个符号，字体为略带篆书笔意的隶书。南越国宫署遗址的一口古井中发现了100多枚木简，这些木简主要为南越国的籍薄和法律文书等，上面的文字字体多数为成熟的隶书、少数为带篆书笔意的隶书。:326-332

### 音乐舞蹈

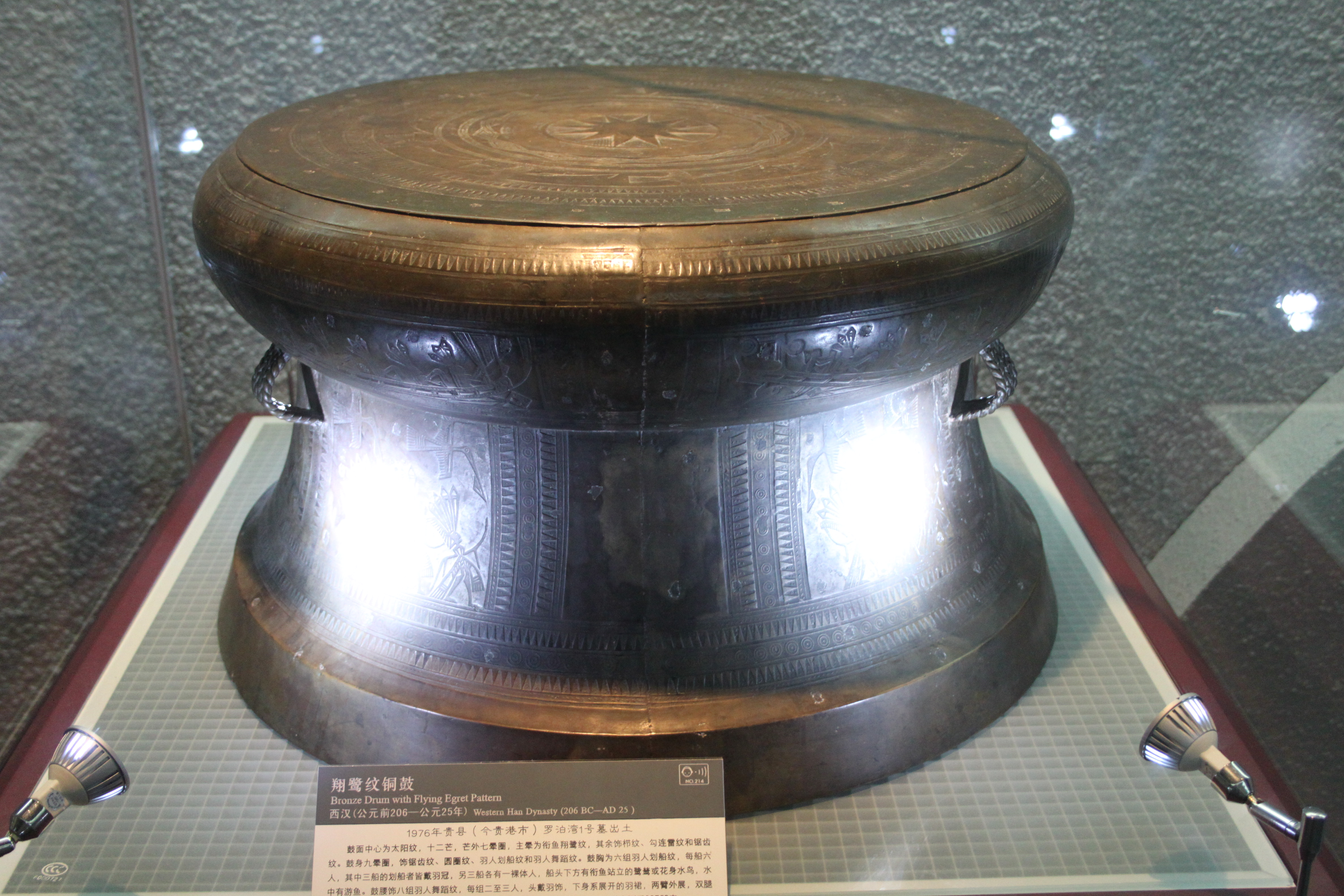
罗泊湾一号墓出土的翔鹭纹铜鼓（M1:10），上有汉字“百廿斤”和衔鱼飞翔的鹭鸟、羽人划船、羽人舞蹈等图案

南越国的人民能歌善舞，在南越国流行着一种称为“越讴”的音乐，还曾流传到中原地区。在南越国的墓葬中，出土了不少乐器，包括有钟、磬、句鑃、铙、鼓、铜鼓、铜锣、镦于、响器等打击乐器，琴、瑟、越筑等弦乐器和笛等吹奏乐器。其中铜鼓是岭南最有特色的土著乐器之一，它除了作为乐器使用之外，还是古越人地方首领们权力和财富的象征，在越南和广西的罗泊湾一号墓皆有南越国时期的铜鼓出土。南越国的钟除了中原常见的甬钟和钮钟之外，还有岭南地区和中华人民共和国西南部地区特有的半环钮钟和羊角钮钟。其它起源于岭南和周边百越人所特有的乐器还有铜锣、镦于、响器和越筑等。:333-344
在南越国墓葬的出土文物中还发现有描绘南越舞蹈的图绘，据考古学家分析，这些舞蹈主要分为越式舞和来自中原的“杂舞”，越式舞种类繁多，有翔鹭舞、羽舞、武舞、芦笙舞、建鼓舞、盘鼓舞、群舞、杵臼舞等，其中翔鹭舞、羽舞、武舞、芦笙舞、建鼓舞的舞者都穿着羽人状的舞服，并带有祭祀意味，应该是南越的“雅舞”。来自中原的杂舞只有一种，即长袖舞，是王宫里君主和群臣欢宴时所设的娱乐性舞蹈。:344-348
通过南越文王墓和罗泊湾一号墓的出土文物，专家推测出南越国王侯宫廷用乐分为大型编悬乐与室内房中乐。编悬乐以钮钟、甬钟、句鑃、编磬等大型击奏礼乐器为主，琴、瑟等丝弦器为辅，表现如南越文王墓出土的船纹铜提筒（B59）上羽人海战凯旋图所展示的雅舞，用以彰显身份和维护统治。而房中乐以琴、瑟等丝弦器为主，铃、铎、响器为辅，表现如南越文王墓出土的玉舞人（C137）所展示的曼舞，用以内廷享乐之用。这充分显示了南越国拥有和中原一样的宫廷礼乐气派。

### 装饰美术
南越国的装饰图案主要集中在陶器、铜器和漆器上，其中以铜器的装饰图案最为丰富。这些图案按内涵可分为象征性、写实性和叙事性三大类。象征性的图案主要有各种几何纹，包括绳纹、綯纹、栉纹、变形云纹、锯齿纹、三角纹、水波纹、圆涡纹等，这些纹饰主要组成各种纹带、边饰来衬托主题图案，有时也作为主体纹饰。写实性的图案是一些忠于生活原形的构图，如南越文王墓出土的船纹铜提筒（B59）上绘制的一幅羽人海战凯旋归来杀俘庆功的图案，罗泊湾一号墓出土的铜鼓（M1:10）绘制的衔鱼飞翔的鹭鸟、羽人划船和羽人舞蹈的图案。叙事性的图案通常由几个连续的画面组成了一个具有故事性的图案，如罗泊湾一号墓出土的漆绘铜盘（M1:15），上面就有四幅可能是描述某场战争的关联图画。:172-176:351-353:26-28,41-42:66-67

### 饮食文化

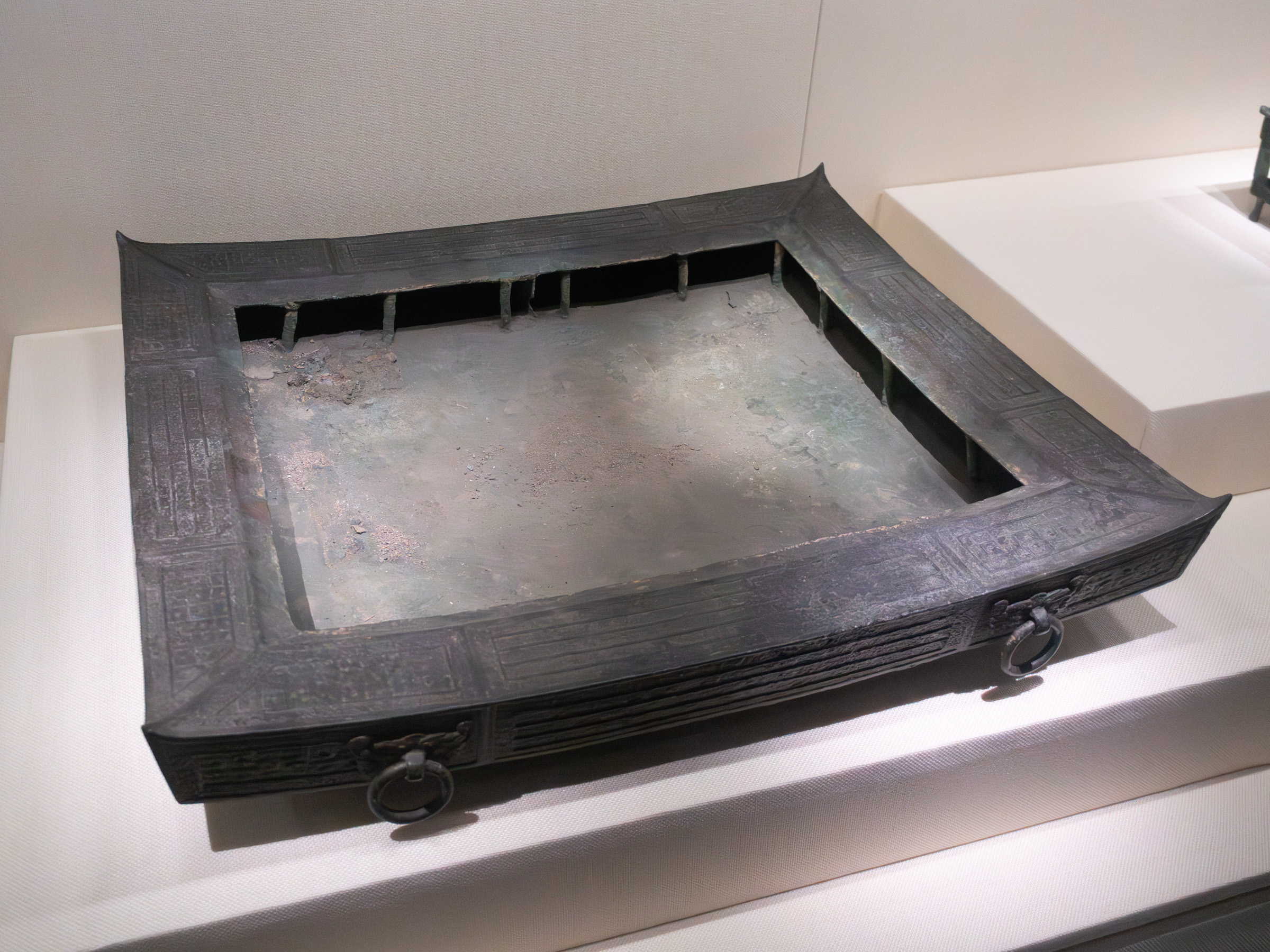
南越文王墓出土的铜烤炉（编号G40），上面有乳猪形象

在南越王墓的后藏式里出土了汉式鼎、越式鼎、铜鍪、釜甑、烤炉、煎炉等多达130多件的炊具和容器，可以看到当时王宫已经有熬、蒸、炙、煎、炮、羹、焯等非常多样的烹饪方式，其中熬是用文火久煮，炙是烧烤，炮类似于今天的“泥烩”，羹是水煮，焯类似于今天的火锅。另外还出土了大量粮食、果品、禽畜、海产品的残骸，显示出当时食材的丰富。其中出土的水产品多达14种，包括有龟足、笠藤壶、青蚶、耳螺、楔形斧蛤、广东鲂、鲤鱼、大黄花鱼等。出土的铜姜礤（C70）证明了当时的人会用它来磨姜汁，以对海鲜进行癖腥提鲜。在南越王墓还出土了200多只“泥烩”禾花雀的残骸，大量鸡、牛、羊、猪的骨头。在一件出土的铜烤炉（G40）上，还雕有烤乳猪的实物形象。另外专家推测当时南越国还吃龟鳖、蛇类等。可见，南越国的食官将中原先进的烹调技艺和岭南丰富的食物资源、饮食方式进行了融合，形成了粤菜独树一帜的风格，并一直影响至今。

### 风俗
南越国的越人有着独特的风俗习惯。他们的发式主要有断发、椎髻、披发三种。断发是指剪短头发，而中原地區的人因受“身体发肤受之父母”的观念影响，一般不会剪短头发，椎髻是指将头发盘起成椎状的发髻，披发是指披散的长发。越人还喜欢在身上刺上各种颜色和花纹的文身，这些文身通常是部落标志、图腾崇拜和成人礼的象征。由于南越国南面临海，境内河网众多，所以很多越人水性很好，他们擅于利用船来进行渔猎，喜欢食用各种鱼类和贝类，在一些出土的铜鼓上还描绘了他们传统的竞渡龙舟习俗。越人的居所多为巢居和干栏，巢居是指营建在树上的房屋，干栏是指利用多根柱子做支撑，把房屋凌空建在柱子上，这两种凌空建造的房子都是为了避免蛇虫走兽的侵扰和适应当地高温多雨的环境。:365-369
南越国相对于中原地区来说，仍保留有一些不人道的习俗，比如人殉和猎首。在南越文王墓中发现了15具殉人，这些殉人都是南越文王赵眜的宠妃和身边近待。罗泊湾一号墓和二号墓也分别发现了7具和1具殉人，他们都为墓主人的家奴。猎首的情形则描绘在南越国墓葬出土的一些铜鼓和铜提筒上，表现了南越国的越人将敌人俘获后，割下首级献祭的场面。:375

## 遗迹

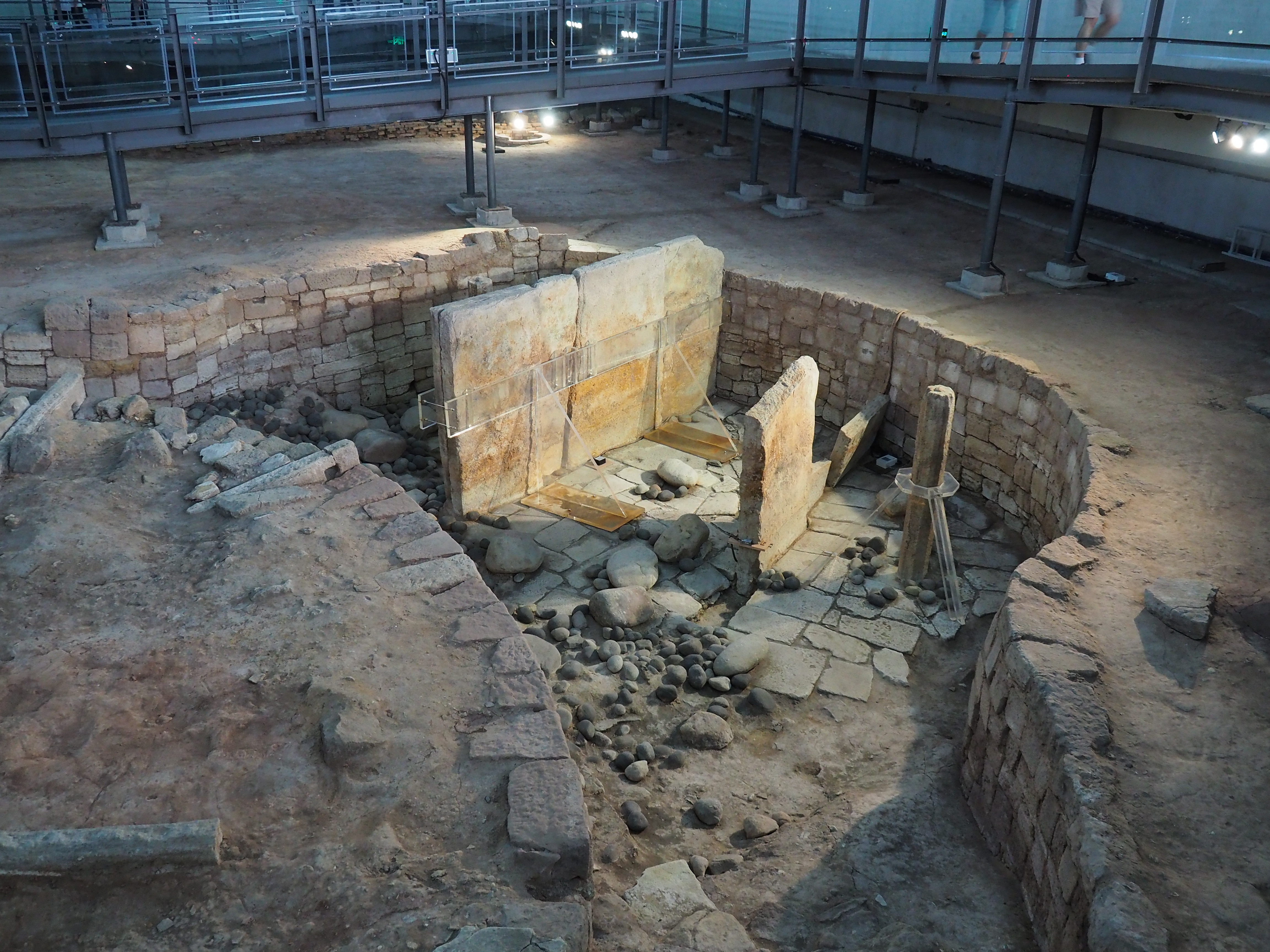
南越国宫署遗址内的弯月形水池

南越国的遗迹多分布在中华人民共和国广东和广西两省区，其中以南越国都城的所在地，即现今的广州市分布最多。目前在广州市范围内的共有五处和南越国有关的遗迹被中华人民共和国国务院列为全国重点文物保护单位，它们分别为秦代造船遗址、南越国宫署遗址、南越文王墓、南越国木构水闸遗址和莲花山古采石场。:182-183此外，至1995年为止，广州市共发现南越国的墓葬多达250多座，是南越国墓葬发掘最多的地区。:377在广州市之外的广东省地区，仍有很多的南越国遗迹，它们包括南雄的横浦关、阳山的阳山关、乐昌的赵佗城遗址、仁化的古秦城等南越国的关防遗址，以及零星分布在肇庆、乐昌、曲江、南海等地的南越国墓葬。:376-377广西的南越国遗迹主要以墓葬居多，它们主要分布在贵港、贺州、平乐、合浦、梧州、柳州、兴安等地。其中较重要的墓葬有贵港罗泊湾一、二号墓，贺州金钟一号墓，此外在平乐银山岭、合浦望牛岭、贵港风流岭等地的汉墓群中亦有南越国时期的墓发现。

### 南越国宫署遗址
南越国宫署遗址位于广东省广州市越秀区，保护面积约5.2万平方米，它是秦征岭南以来广州历代地方官署的所在地，这里挖掘出来的南越国相关遗迹包括有南越国宫苑和宫殿遗址、秦代造船遗址等。南越国宫苑遗址包括1995年发掘的石水池和1997年发掘的曲流石渠，两者相连组成了南越国宫苑的园林水景。石水池名为“蕃池”，总面积约4000平方米，目前仅挖掘了400平方米，在这里出土了叠石柱、石门楣、八棱石柱、石望柱和“万岁”瓦当等建筑构件，可知水池当中原筑有一组大型建筑。曲流石渠残长约180米，石渠中设有急弯处、弯月形石池、渠陂等特殊构造，用以营造不同的水体景观，石渠上方还有一座石板平桥和与之相连的步石供人漫步。南越国宫殿遗址是2000年发掘的，包括有一号宫殿、二号宫殿、渗水井、北宫墙等部分。一号宫殿约580平方米，原是高台建筑，台基外面有印花砖和卵石铺砌的散水。二号宫殿仅挖掘了其中一角，宫殿结构和一号宫殿相同，在该殿出土了印有“华音宫”的陶提筒盖残片，说明二号宫殿有可能叫“华音宫”。渗水井里发现了一百多枚南越国的木简，内容涉及籍薄和法律文书，可以从多个侧面反映南越国的各项制度和宫廷生活。北宫墙仅剩夯土墙基，该宫墙的发现可以准确确定南越王宫的北界。秦代造船遗址是1975年发现的，遗址内有三个平行排列的造船台，长约100米，每个船台由枕木、滑道和木墩等组成。2009年7月，在南越国宫署遗址上开始动工兴建南越王宫博物馆对其进行保护和展示，该馆于2021年9月8日以王宫展区的身份与西汉南越王博物馆合并组建为新成立的南越王博物院。

### 南越文王墓

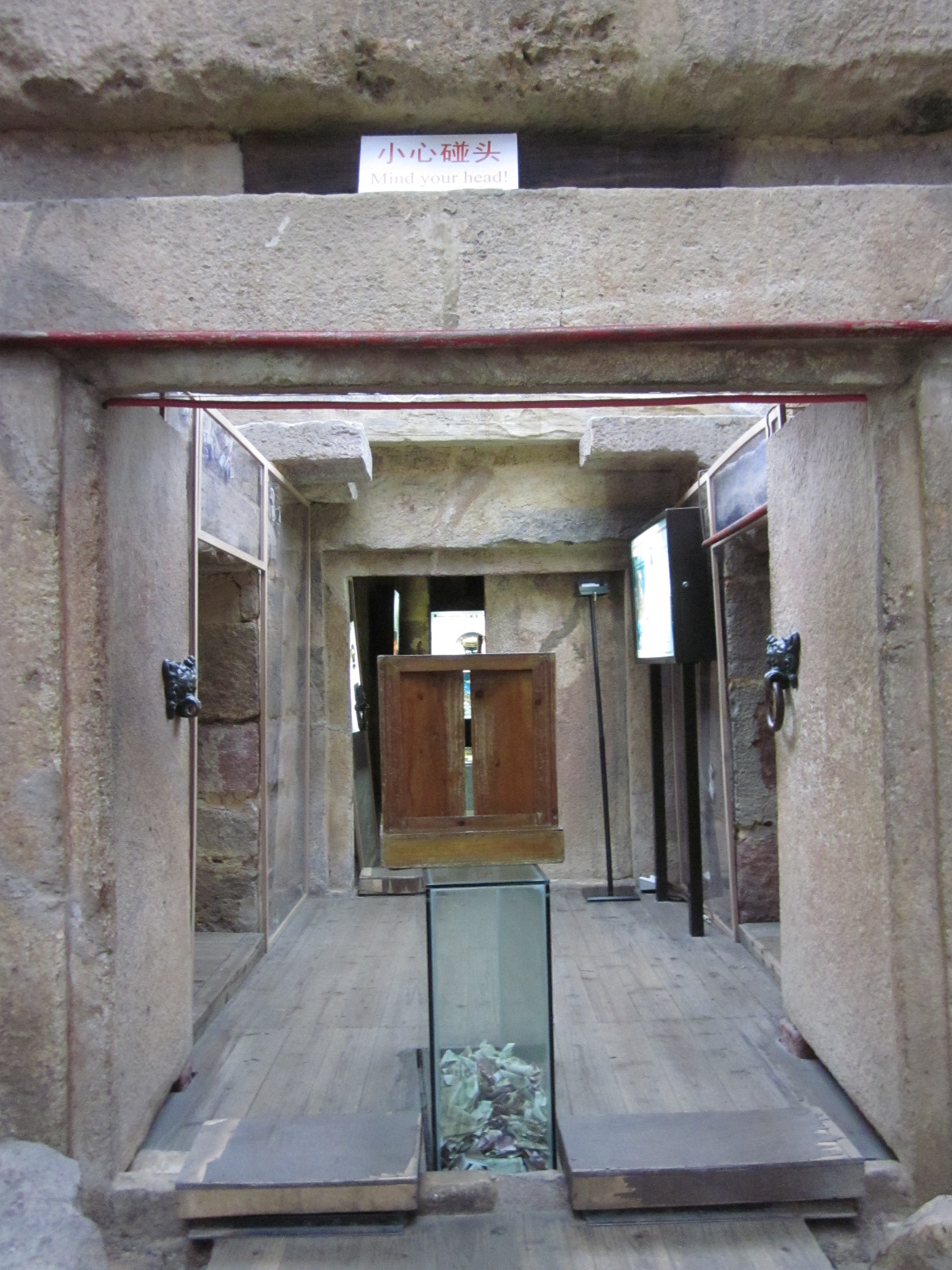
南越文王墓的墓室

南越文王墓通常称为南越王墓，是南越国第二代君主赵眜的陵墓，位于广东省广州市越秀区象岗山上，是一座凿山深埋多室结构和有斜坡墓道的石室墓，造墓采用竖穴和掏洞两种形制的结合。该墓在1983年被发现，建筑面积约100平方米，按前朝后寝的格局分为前、后两部分，前部外面是一条斜坡墓道。墓道的残长是10.46米，靠近墓室前部的是一个外藏椁，共出土了17个大陶瓮及铜车饰、仪仗等，墓道共发现殉人两名。墓室前部共有3室，前室居中，左右两侧为东、西两个耳室。在前室中发现带“景巷令印”的殉人一名，应为掌职王室家事的宦者，另有一些随葬品。东耳室主要陈放的是宴乐用具，包括有青铜钮钟和甬钟各1套，石编磬2套，青铜句鑃1套，还有提筒、钫、壶、瓿等大型酒器及其它的宴乐用具，另有殉人一名。西耳室是各种珍宝的库藏，包括有青铜礼器、金银饰件、玉石珍玩、车马饰件、五色药石、印章封泥、丝织衣物、陶器石器、漆木竹器、铜铁工具等。墓室后部共有4室，主棺室居中，其后部为后藏室，左右两侧为东、西两个侧室。主棺室内置一棺一椁，棺和椁之间有头箱和足箱。墓玉身着丝缕玉衣，头枕丝囊珍珠枕，玉衣里外共发现有31块玉璧，墓主身边还有龙凤纹重环玉佩等3件透雕玉饰，成串的组玉饰和10把铁剑，以及能证明墓主人身份的“文帝行玺”金印、“帝印”玉印、“泰子”金印、“赵眜”玉印等随葬品，墓主的头箱放有大玉璧、玉角杯等多钟玉器件，足箱放有100多件仿玉陶器和古波斯风格的银盒。东侧室是墓主四位殉葬夫人的葬所，出土了“右夫人玺”、“左夫人印”、“泰夫人印”等印章，以及7组组玉佩、铜镜、带钩、铜熏炉等。西侧室是厨役之所，殉葬了7人，置有猪牛羊三牲和一些随葬品。后藏室是储放珍馐食品的库房，室内共堆叠铜器、陶器130多件，以炊器、储盛器、盥洗器为主，并有禽畜和海产品的残骸等。南越文王墓总计出土随葬品1000多件，包括铜器500多件，玉器240多件，铁器246件，另有金器、银器、陶器等一批。1993年2月8日，在原墓址建立起来的遗址博物馆西汉南越王博物馆全面落成，该馆于2021年9月8日以王墓展区的身份与南越王宫博物馆合并组建为新成立的南越王博物院。:215

### 罗泊湾一、二号墓
罗泊湾一、二号墓位于广西壮族自治区贵港市罗泊湾附近，离贵港市区约5公里。罗泊湾一号墓在1976年被发现，是一座大型的竖穴土坑木椁墓，其椁室呈凸字形，南部为斜坡墓道。该墓的椁室结构复杂，分前、中、后三个椁室，12个椁箱，但因为早年被盗过，遗留的陪葬物不多且被扰乱，椁室内的主棺为双层漆棺，另还有两具单层棺。墓道的南部是车马坑，出土了一辆实用马车，车厢已朽，仅留鎏金的铜车马器。椁室底板下有七个殉葬坑，共葬有七名殉人和少量的陪葬品，另有东、西两个器物坑，殉葬坑和器物坑都未被扰乱过。在西器物坑中出土了翔鹭纹铜鼓、铜盆、铜盘、铜勺、竹节铜筒、木制革鼓、铁釜、铜蒜头扁壶、铜盘口鼎等物。在东器物坑中出土了铜盆、铜钵、铜鋗、葫芦瓢、铜匜、铜桶、陶甑、铜鼓、铜钫、铜三足案、铜九枝灯、铜鼎、彩绘铜盘、筒形铜钟、羊角钮铜钟等物。在罗泊湾一号墓中共出土陶器50件、铜器192件、铁器25件、金银锡器8件、玉石器14件和竹木器、丝麻织品一批。其中出土的漆器中不少烙印有“布山”戳记，表明了现在的贵港就是南越国时桂林郡布山县治的所在地，而墓主被认为是当时桂林郡的最高官吏。:3-95罗泊湾二号墓在1979年被发现，和罗泊湾一号墓形制相近，也是一座大型的竖穴土坑木椁墓，其椁室呈凸字形，南部为斜坡墓道。该墓分前、后两椁室，主棺在后室，为两重髹漆套棺。在椁室底板有一殉葬坑，内有殉人和少量随葬品。该墓曾被严重盗扰，只出土随葬品123件，主要为铜器和陶器，另有少量的玉器、铁器、木器、金器等。在后室的头箱中，出土了一枚“夫人”玉印，因此墓主被认为是南越国王侯一级官吏的配偶。:97-113

## 南越国君主列表
| 尊号、谥号或封号   | 姓名         | 在位時間             | 与前任关系 |
| ------------------ | ------------ | -------------------- | ---------- |
| 南越武帝、南越武王 | 赵佗         | 前203年－前137年     |            |
| 南越文帝、南越文王 | 赵眜（赵胡） | 前137年－约前122年   | 赵佗之孙   |
| 南越明王           | 赵婴齐       | 约前122年－约前113年 | 赵眜之子   |
| 南越哀王           | 赵兴         | 约前113年－前112年   | 赵婴齐之子 |
| 高昌侯、术阳侯     | 赵建德       | 前112年－约前111年   | 赵兴之兄   |

### 註腳
1. ↑  方素梅． （页面存档备份，存于） [DB/OL] (2022-01-20) [2024] // 陈奎元．中国大百科全书. 3版网络版．北京：中国大百科全书出版社.
2. ↑  胡建,杨勇,温敬伟.广州市南越国宫署遗址2003年发掘简报[J].考古,2007(03):15-31+100-104+2. 中国知网.
3. 1 2 3 4 5 6 7 8 9 10 11 12 13 14 15 16 17 18 19  司马迁. . 北京: 中华书局. 1959: 2967–2977.
4. 1 2 3 4  (东汉)班固(撰). . 北京: 中华书局. 1962: 3837–3863.
5. ↑  . 赐其丞相吕嘉银印及内史、中尉、太傅印,余皆自置;除其故黥、劓刑,用汉法,比内诸侯。使者皆留,填抚之”。此举受到一心拥戴赵氏王朝、企图保持南越国独立的丞相吕嘉的反对
6. ↑  黄淼章 (编). . 广东人民出版社. 2004. 南越国亦实行郡国并行制,郡国之上为赵氏王朝和王室 已忽略文本“和書 ” (帮助)
7. ↑  陶维英. . 刘统文,子钺译. 北京: 商务印书馆. 1976: 294.
8. ↑  关于赵佗建立南越国的时间，现代的研究文献多以《史记》的两条记载推算而出，即南越国灭于“元鼎六年冬”（前111年），和南越国“九十三岁而国亡焉”。由于推算方法略有区别，目前对南越国立国时间主要有两种说法，一说为前203年（参见胡守为. . 广州: 广东人民出版社. 2005: 42. ISBN 7-218-04928-1.），一说为前204年（参见张荣芳; 黄淼章.  第2版. 广州: 广东人民出版社. 2008: 74. ISBN 978-7-218-01982-6.），本文考虑到中国古代计算年数不用周年算，而是从开始之年到结束之年，头尾均算，故采用的是前一种推算结果。
9. 1 2  《史记》记载的时间为元鼎六年冬，元鼎六年换算成公元纪年应为前111年，但由于汉朝以十月为岁首，冬为一年开始，所以准确时间应该是前112年和前111年之交（参见龚留柱. . 南越国史迹研讨会论文选集 (北京: 文物出版社). 2005: 45. ISBN 7-5010-1734-4.）。
10. 1 2 3 4 5 6 7 8 9 10 11 12 13 14 15 16 17 18 19 20 21 22 23 24 25 26 27 28 29 30 31 32 33 34 35 36 37 38 39 40 41 42 43 44 45 46 47 48 49 50 51 52 53 54 55 56 57 58 59 60 61 62 63 64 65 66 67  张荣芳; 黄淼章.  第2版. 广州: 广东人民出版社. 2008. ISBN 978-7-218-01982-6.
11. 1 2  广东百科全书编纂委员会 (编). . 北京: 中国大百科全书出版社. 2008: 101. ISBN 978-7-500-07867-8.
12. 1 2  王赓武 (编). . 香港: 三联书店（香港）有限公司. 1997: 28. ISBN 962-04-1255-9.
13. 1 2  肖一亭. . 东南文化. 1998, (4): 108.
14. 1 2 3 4 5  刘敏. . 南越国史迹研讨会论文选集 (北京: 文物出版社). 2005: 25–27. ISBN 7-5010-1734-4.
15. ↑  秦征百越战争开始的时间《史记》和《汉书》均未有明确记载，后世的推论众多，争议也众多，本文写的“前218年”，其参考文献为陶维英. . 刘统文,子钺译. 北京: 商务印书馆. 1976: 206.。
16. ↑  屠睢率领50万秦军分五路进攻百越地区是后世学者基于对《淮南子》卷十八《人间训》“使尉屠睢发卒五十万为五军，一军塞镡城之领，一军守九疑之塞，一军处番禺之都，一军守南野之界，一军结余干之水”一文的分析（参见张荣芳; 黄淼章.  第2版. 广州: 广东人民出版社. 2008: 26–31. ISBN 978-7-218-01982-6.），因为并非出于《史记》、《汉书》等正史的记载，也有学者表示应该存疑（参见林岗. . 广州: 广东人民出版社. 2017: 83–98. ISBN 978-7-218-11681-5.）。
17. ↑  《史记》和《汉书》只记载了赵佗率领秦军第二次攻打岭南地区的百越（参见广州市文物博物馆学会“南越史研究小组”,麦英豪等. . 广州文博(肆) (北京: 文物出版社). 2011: 8–12. ISBN 978-7-5010-3143-6.），但亦有现代学者参考后世史书的说法，认为任嚣也和赵佗一起率领秦军第二次攻打岭南地区的百越（参见张荣芳; 黄淼章.  第2版. 广州: 广东人民出版社. 2008: 26–31. ISBN 978-7-218-01982-6.）。
18. ↑  (西汉)司马迁(撰). . 北京: 中华书局. 1959: 2949–2965.
19. ↑  (西汉)刘安(编撰). . 济南: 山东画报出版社. 2004: 276. ISBN 7-80603-833-7.
20. 1 2  麦英豪; 王文建. . 杭州: 浙江文艺出版社. 2002. ISBN 7-5339-1583-6.
21. ↑  林岗. . 广州: 广东人民出版社. 2017: 83–98. ISBN 978-7-218-11681-5.
22. ↑  (西汉)司马迁(撰). . 北京: 中华书局. 1959: 264–270.
23. ↑  湟溪关和阳山关的位置多有争议，本文写的位置，其参考文献为张荣芳; 黄淼章.  第2版. 广州: 广东人民出版社. 2008: 47–48. ISBN 978-7-218-01982-6.
24. 1 2 3  胡守为. . 广州: 广东人民出版社. 2005. ISBN 7-218-04928-1.
25. ↑  蜀泮建立瓯骆国和赵佗利用太子赵始打败蜀泮的一说，最早的出处来源于晋朝的《交州外域记》，并非来自于《史记》、《汉书》等汉朝史书，而且原文带有强烈神话色彩，所以大部分学者认为应该对此事存疑（参见张荣芳; 黄淼章.  第2版. 广州: 广东人民出版社. 2008: 69. ISBN 978-7-218-01982-6.）。
26. 1 2  《水经注》卷37，引用《交州外域记》，参见(北魏)郦道元. . 羽丰(编). 呼和浩特: 远方出版社. 2005: 258–259. ISBN 7-80723-009-6.
27. ↑  (后黎朝)吴士连等. . 孙晓主编. 重庆: 西南师范大学出版社. 2015. ISBN 978-7-5621-7783-8.
28. ↑  (后黎朝)吴士连等. . 孙晓主编. 重庆: 西南师范大学出版社. 2015. ISBN 978-7-5621-7783-8.
29. ↑  唐朝司马贞《史记索隐》卷113，引用《广州记》，参见(西汉)司马迁(撰). . (唐)司马贞索隐. 北京: 中华书局. 1959: 2969–2970.
30. ↑  (西汉)司马迁(撰). . 北京: 中华书局. 1959: 2697–2698.
31. ↑  (东汉)班固(撰). . 北京: 中华书局. 1962: 53.
32. ↑  (东汉)班固(撰). . 北京: 中华书局. 1962: 99–100.
33. 1 2 3 4 5 6 7 8 9  余天炽; 覃圣敏; 蓝日勇; 梁旭达; 覃彩銮. . 南宁: 广西人民出版社. 1988. ISBN 7-219-00483-4.
34. ↑  《史记》和《汉书》把南越国第二代君主“南越文王”称为“赵胡”，但1983年广州象岗的“南越文王墓”被挖掘后，在出土的墓主印章中发现“赵眜”的玉印和“文帝行玺”的金印，大部分考古学家认为，“赵眜”应该就是《史记》所载的“赵胡”，而“赵胡”和“赵眜”有可能一人两名（参见麦英豪; 黄淼章; 谭庆芝. . 北京: 生活·读书·新知三联书店. 2005: 84–85. ISBN 7-108-02278-8.）。
35. 1 2 3  (西汉)司马迁(撰). . 北京: 中华书局. 1959: 2979–2986.
36. 1 2  (西汉)司马迁(撰). . 北京: 中华书局. 1959: 2991–2997.
37. ↑  赵眜去世的时间《史记》和《汉书》均未有明确记载，后世的推论众多，争议也众多，本文写的“前122年”，其参考文献为张荣芳; 黄淼章.  第2版. 广州: 广东人民出版社. 2008: 202. ISBN 978-7-218-01982-6.另有一种说法为“前125年”，参见(后黎朝)吴士连等. . 孙晓主编. 重庆: 西南师范大学出版社. 2015. ISBN 978-7-5621-7783-8.
38. ↑  赵婴齐去世的时间《史记》和《汉书》均未有明确记载，后世的推论众多，争议也众多，本文写的“前113年”，其参考文献为黄淼章. . 广州: 广东人民出版社. 2004: 101. ISBN 7-218-04694-0.
39. ↑  (清)梁廷枏等. . 杨伟群校点. 广州: 广东人民出版社. 1982: 27–28.
40. ↑  (清)顾祖禹. . 北京: 中华书局. 2005: 4619.
41. ↑  汉武帝设立嶲唐、不韦两县安置吕嘉遗族一事最早见于东晋的《华阳国志》，并非来自于《史记》、《汉书》等汉朝史书，故也有学者对此表示存疑，参见杨兆荣. . 南越国史迹研讨会论文选集 (北京: 文物出版社). 2005: 31–32. ISBN 7-5010-1734-4.
42. 1 2  (东汉)班固(撰). . 北京: 中华书局. 1962: 186–188.
43. ↑  (东汉)班固(撰). . 北京: 中华书局. 1962: 3772.
44. ↑  (东晋)常璩(撰). . 任乃强校注. 上海: 上海古籍出版社. 1987: 285. ISBN 7-5325-1778-0.
45. ↑  龚留柱. . 南越国史迹研讨会论文选集 (北京: 文物出版社). 2005: 45. ISBN 7-5010-1734-4.
46. ↑  (东汉)班固(撰). . 北京: 中华书局. 2005: 1670.
47. ↑  谭其骧 (编). . 北京: 中国地图出版社出版. 1982. ISBN 7-980013-01-8.
48. ↑  四会隶属于桂林郡还是南海郡有不同说法，本文采用的四会隶属于桂林郡，参考文献为张荣芳; 黄淼章.  第2版. 广州: 广东人民出版社. 2008: 117. ISBN 978-7-218-01982-6.
49. ↑  也有学者认为，西瓯和骆越为同一族群，参见余天炽; 覃圣敏; 蓝日勇; 梁旭达; 覃彩銮. . 南宁: 广西人民出版社. 1988: 196–198. ISBN 7-219-00483-4.
50. ↑  宋蜀华. . 长春: 吉林教育出版社. 1991: 155,172,186,196. ISBN 7-5383-1380-X.
51. ↑  余天炽. . 学术研究. 1986, (3): 77–82.
52. ↑  李林娜 (编). . 北京: 中华书局. 2002: 97. ISBN 7-101-03656-2.
53. 1 2 3  梁云; 赵曼妮. . 南越国史迹研讨会论文选集 (北京: 文物出版社). 2005: 154–155. ISBN 7-5010-1734-4.
54. ↑  何少武. . 文物天地. 2019, (1): 46–49.
55. 1 2 3 4 5  崔锐; 付文军. . 南越国史迹研讨会论文选集 (北京: 文物出版社). 2005: 205–208. ISBN 7-5010-1734-4.
56. ↑  (东晋)葛洪(辑). . 成林,程章灿译注. 贵阳: 贵州人民出版社. 1993: 105. ISBN 7-221-02872-9.
57. ↑  也有很多学者认为秦汉造船工场遗址挖掘出土的并非是造船台，而是南越国其中一座宫殿建筑的遗址，参见中国造船工程学会船史研究会等. . 学术研究. 2001, (7): 138–142.
58. ↑  彭年. . 南越国史迹研讨会论文选集 (北京: 文物出版社). 2005: 214. ISBN 7-5010-1734-4.
59. ↑  胡建. . 广州文博(拾贰) (北京: 文物出版社). 2011: 219–234. ISBN 978-7-5010-5861-7.
60. ↑  章昀. . 福建文博. 2012, (4): 26–29.
61. ↑  孔义龙; 曾美英. . 交响——西安音乐学院学报. 2010, (1): 63–66.
62. ↑  李莉. . 民族艺术. 2018, (2): 133.
63. 1 2 3  广西壮族自治区博物馆 (编). . 北京: 文物出版社. 1988. ISBN 7-5010-0089-1.
64. ↑  李妍. . 收藏家. 2018, (7): 48–52.
65. ↑  王健. . 南越国史迹研讨会论文选集 (北京: 文物出版社). 2005: 54. ISBN 7-5010-1734-4.
66. 1 2  麦英豪; 黄淼章; 谭庆芝. . 北京: 生活·读书·新知三联书店. 2005. ISBN 7-108-02278-8.
67. ↑  雷依群. . 南越国史迹研讨会论文选集 (北京: 文物出版社). 2005: 261. ISBN 7-5010-1734-4.
68. ↑  蓝日勇; 蒋廷瑜. . 南越国史迹研讨会论文选集 (北京: 文物出版社). 2005: 238–239. ISBN 7-5010-1734-4.
69. ↑  广州市文物考古研究所; 中国社会科学院考古研究所; 南越王宫博物馆筹建处. . 考古. 2007, (3): 29.
70. ↑  南越王宫博物馆 (编). . 广州: 广东人民出版社. 2010: 2–50,184. ISBN 978-7-218-06891-6.
71. 1 2  广州市文化广电旅游局. . 广州市人民政府. 2021-09-13  [2024-02-28]. （原始内容存档于2024-02-28）.
72. ↑  杨式挺. . 南越国史迹研讨会论文选集 (北京: 文物出版社). 2005: 261. ISBN 7-5010-1734-4.
73. ↑  广州市文化局 (编). . 广州: 广州出版社. 1999: 231–236. ISBN 7-80655-030-5.
74. ↑  《史记》和《汉书》均未记载赵兴的尊号、谥号或封号，“南越哀王”是15世纪编撰的越南史书《大越史记全书》所记载的谥号，参考文献为(后黎朝)吴士连等. . 孙晓主编. 重庆: 西南师范大学出版社. 2015. ISBN 978-7-5621-7783-8.
75. ↑  (西汉)司马迁. . 北京: 中华书局. 1959: 1047.

### 书目
1. (西汉)司马迁(撰). . 北京: 中华书局. 1959.
2. (西汉)刘安(编撰). . 济南: 山东画报出版社. 2004. ISBN 7-80603-833-7.
3. (东汉)班固(撰). . 北京: 中华书局. 1962.
4. (东晋)葛洪(辑). . 成林,程章灿译注. 贵阳: 贵州人民出版社. 1993. ISBN 7-221-02872-9.
5. (东晋)常璩(撰). . 任乃强校注. 上海: 上海古籍出版社. 1987. ISBN 7-5325-1778-0.
6. (北魏)郦道元. . 羽丰(编). 呼和浩特: 远方出版社. 2005. ISBN 7-80723-009-6.
7. (后黎朝)吴士连等. . 孙晓主编. 重庆: 西南师范大学出版社. 2015. ISBN 978-7-5621-7783-8.
8. (清)梁廷枏等. . 杨伟群校点. 广州: 广东人民出版社. 1982.
9. 陶维英. . 刘统文,子钺译. 北京: 商务印书馆. 1976.
10. 谭其骧 (编). . 北京: 中国地图出版社出版. 1982. ISBN 7-980013-01-8.
11. 余天炽; 覃圣敏; 蓝日勇; 梁旭达; 覃彩銮. . 南宁: 广西人民出版社. 1988. ISBN 7-219-00483-4.
12. 广西壮族自治区博物馆 (编). . 北京: 文物出版社. 1988. ISBN 7-5010-0089-1.
13. 宋蜀华. . 长春: 吉林教育出版社. 1991. ISBN 7-5383-1380-X.
14. 张荣芳; 黄淼章. . 广州: 广东人民出版社. 1995. ISBN 7-218-01982-X.
15. 张荣芳; 黄淼章.  第2版. 广州: 广东人民出版社. 2008. ISBN 978-7-218-01982-6.
16. 广州市文化局 (编). . 广州: 广州出版社. 1999. ISBN 7-80655-030-5.
17. 麦英豪; 王文建. . 杭州: 浙江文艺出版社. 2002. ISBN 7-5339-1583-6.
18. 李林娜 (编). . 北京: 中华书局. 2002. ISBN 7-101-03656-2.
19. 黄淼章. . 广州: 广东人民出版社. 2004. ISBN 7-218-04694-0.
20. 中国秦汉史研究会; 中山大学历史系; 西汉南越王墓博物馆 (编). . 北京: 文物出版社. 2005: 45. ISBN 7-5010-1734-4.
21. 胡守为. . 广州: 广东人民出版社. 2005. ISBN 7-218-04928-1.
22. 麦英豪; 黄淼章; 谭庆芝. . 北京: 生活·读书·新知三联书店. 2005. ISBN 7-108-02278-8.
23. 南越王宫博物馆 (编). . 广州: 广东人民出版社. 2010: 2–50,184. ISBN 978-7-218-06891-6.
24. 林岗. . 广州: 广东人民出版社. 2017. ISBN 978-7-218-11681-5.

## 延伸阅读
[在维基数据编辑]
 《史記/卷113》，出自司馬遷《史記》
 《漢書/卷095》，出自班固《漢書》
 《大越史記全書·外紀卷之二》，出自吳士連《大越史記全書》